# Lista över fornlämningar i Oskarshamns kommun (Misterhult, stensättningar)
Lista över fornlämningar i Oskarshamns kommun (Misterhult, stensättningar) är en förteckning av ett urval av de fornlämningar av typen stensättning som finns i Misterhult i Oskarshamns kommun.
| Namn              | Lämningstyp  | Tillkomsttid | Historisk indelning | Plats | Läge                 | ID-nr          | Bild                                      |
| ----------------- | ------------ | ------------ | ------------------- | ----- | -------------------- | -------------- | ----------------------------------------- |
| Misterhult 1:1    | Stensättning |              | Misterhult, Småland |       | 57.535677, 16.595824 | 10084500010001 | Ladda upp en bild av detta fornminne      |
| Misterhult 1:2    | Stensättning |              | Misterhult, Småland |       | 57.535275, 16.595995 | 10084500010002 | Ladda upp en bild av detta fornminne      |
| Misterhult 2:1    | Stensättning |              | Misterhult, Småland |       | 57.534658, 16.596409 | 10084500020001 | Ladda upp en bild av detta fornminne      |
| Misterhult 2:2    | Stensättning |              | Misterhult, Småland |       | 57.534585, 16.597002 | 10084500020002 | Ladda upp en bild av detta fornminne      |
| Misterhult 2:3    | Stensättning |              | Misterhult, Småland |       | 57.534611, 16.597222 | 10084500020003 | Ladda upp en bild av detta fornminne      |
| Misterhult 5:3    | Stensättning |              | Misterhult, Småland |       | 57.535281, 16.594974 | 10084500050003 | Ladda upp en bild av detta fornminne      |
| Misterhult 7:1    | Stensättning |              | Misterhult, Småland |       | 57.538249, 16.590838 | 10084500070001 | Ladda upp en bild av detta fornminne      |
| Misterhult 9:3    | Stensättning |              | Misterhult, Småland |       | 57.538060, 16.593471 | 10084500090003 | Ladda upp en bild av detta fornminne      |
| Misterhult 9:4    | Stensättning |              | Misterhult, Småland |       | 57.538045, 16.593064 | 10084500090004 | Ladda upp en bild av detta fornminne      |
| Misterhult 10:1   | Stensättning |              | Misterhult, Småland |       | 57.540953, 16.595768 | 10084500100001 | Ladda upp en bild av detta fornminne      |
| Misterhult 12:2   | Stensättning |              | Misterhult, Småland |       | 57.530886, 16.599631 | 10084500120002 | Ladda upp en bild av detta fornminne      |
| Misterhult 12:3   | Stensättning |              | Misterhult, Småland |       | 57.530985, 16.599672 | 10084500120003 | Ladda upp en bild av detta fornminne      |
| Misterhult 13:1   | Stensättning |              | Misterhult, Småland |       | 57.529911, 16.601064 | 10084500130001 | Ladda upp en bild av detta fornminne      |
| Misterhult 17:1   | Stensättning |              | Misterhult, Småland |       | 57.560297, 16.639772 | 10084500170001 | Ladda upp en bild av detta fornminne      |
| Misterhult 22:1   | Stensättning |              | Misterhult, Småland |       | 57.554427, 16.594663 | 10084500220001 | Ladda upp en bild av detta fornminne      |
| Misterhult 22:2   | Stensättning |              | Misterhult, Småland |       | 57.554357, 16.594296 | 10084500220002 | Ladda upp en bild av detta fornminne      |
| Misterhult 22:5   | Stensättning |              | Misterhult, Småland |       | 57.554198, 16.593784 | 10084500220005 | Ladda upp en bild av detta fornminne      |
| Misterhult 23:1   | Stensättning |              | Misterhult, Småland |       | 57.554750, 16.590871 | 10084500230001 | Ladda upp en bild av detta fornminne      |
| Misterhult 23:2   | Stensättning |              | Misterhult, Småland |       | 57.554678, 16.591091 | 10084500230002 | Ladda upp en bild av detta fornminne      |
| Misterhult 23:3   | Stensättning |              | Misterhult, Småland |       | 57.554354, 16.590729 | 10084500230003 | Ladda upp en bild av detta fornminne      |
| Misterhult 26:1   | Stensättning |              | Misterhult, Småland |       | 57.519417, 16.605801 | 10084500260001 | Ladda upp en bild av detta fornminne      |
| Misterhult 26:2   | Stensättning |              | Misterhult, Småland |       | 57.519340, 16.605780 | 10084500260002 | Ladda upp en bild av detta fornminne      |
| Misterhult 27:2   | Stensättning |              | Misterhult, Småland |       | 57.516561, 16.599905 | 10084500270002 | Ladda upp en bild av detta fornminne      |
| Misterhult 27:3   | Stensättning |              | Misterhult, Småland |       | 57.516652, 16.600036 | 10084500270003 | Ladda upp en bild av detta fornminne      |
| Misterhult 28:1   | Stensättning |              | Misterhult, Småland |       | 57.522498, 16.608470 | 10084500280001 | Ladda upp en bild av detta fornminne      |
| Misterhult 28:2   | Stensättning |              | Misterhult, Småland |       | 57.522547, 16.608203 | 10084500280002 | Ladda upp en bild av detta fornminne      |
| Misterhult 28:3   | Stensättning |              | Misterhult, Småland |       | 57.522394, 16.608498 | 10084500280003 | Ladda upp en bild av detta fornminne      |
| Misterhult 28:4   | Stensättning |              | Misterhult, Småland |       | 57.522698, 16.608066 | 10084500280004 | Ladda upp en bild av detta fornminne      |
| Misterhult 28:5   | Stensättning |              | Misterhult, Småland |       | 57.522888, 16.608486 | 10084500280005 | Ladda upp en bild av detta fornminne      |
| Misterhult 30:1   | Stensättning |              | Misterhult, Småland |       | 57.528234, 16.611425 | 10084500300001 | Ladda upp en bild av detta fornminne      |
| Misterhult 32:1   | Stensättning |              | Misterhult, Småland |       | 57.519800, 16.612040 | 10084500320001 | Ladda upp en bild av detta fornminne      |
| Misterhult 33:1   | Stensättning |              | Misterhult, Småland |       | 57.519294, 16.612306 | 10084500330001 | Ladda upp en bild av detta fornminne      |
| Misterhult 33:2   | Stensättning |              | Misterhult, Småland |       | 57.519264, 16.612459 | 10084500330002 | Ladda upp en bild av detta fornminne      |
| Misterhult 34:2   | Stensättning |              | Misterhult, Småland |       | 57.520043, 16.609450 | 10084500340002 | Ladda upp en bild av detta fornminne      |
| Misterhult 35:1   | Stensättning |              | Misterhult, Småland |       | 57.520099, 16.687193 | 10084500350001 | Ladda upp en bild av detta fornminne      |
| Misterhult 36:1   | Stensättning |              | Misterhult, Småland |       | 57.520728, 16.686655 | 10084500360001 | Ladda upp en bild av detta fornminne      |
| Misterhult 39:1   | Stensättning |              | Misterhult, Småland |       | 57.515085, 16.600499 | 10084500390001 | Ladda upp en bild av detta fornminne      |
| Misterhult 40:1   | Stensättning |              | Misterhult, Småland |       | 57.514517, 16.603091 | 10084500400001 | Ladda upp en bild av detta fornminne      |
| Misterhult 40:2   | Stensättning |              | Misterhult, Småland |       | 57.514593, 16.603009 | 10084500400002 | Ladda upp en bild av detta fornminne      |
| Misterhult 40:3   | Stensättning |              | Misterhult, Småland |       | 57.514669, 16.602937 | 10084500400003 | Ladda upp en bild av detta fornminne      |
| Misterhult 41:1   | Stensättning |              | Misterhult, Småland |       | 57.515469, 16.605103 | 10084500410001 | Ladda upp en bild av detta fornminne      |
| Misterhult 43:1   | Stensättning |              | Misterhult, Småland |       | 57.514345, 16.606807 | 10084500430001 | Ladda upp en bild av detta fornminne      |
| Misterhult 44:1   | Stensättning |              | Misterhult, Småland |       | 57.513080, 16.608407 | 10084500440001 | Ladda upp en bild av detta fornminne      |
| Misterhult 44:2   | Stensättning |              | Misterhult, Småland |       | 57.513218, 16.608006 | 10084500440002 | Ladda upp en bild av detta fornminne      |
| Misterhult 44:3   | Stensättning |              | Misterhult, Småland |       | 57.512914, 16.607911 | 10084500440003 | Ladda upp en bild av detta fornminne      |
| Misterhult 47:1   | Stensättning |              | Misterhult, Småland |       | 57.513325, 16.612639 | 10084500470001 | Ladda upp en bild av detta fornminne      |
| Misterhult 47:2   | Stensättning |              | Misterhult, Småland |       | 57.513429, 16.612574 | 10084500470002 | Ladda upp en bild av detta fornminne      |
| Misterhult 49:1   | Stensättning |              | Misterhult, Småland |       | 57.514238, 16.613544 | 10084500490001 | Ladda upp en bild av detta fornminne      |
| Misterhult 52:3   | Stensättning |              | Misterhult, Småland |       | 57.515834, 16.611812 | 10084500520003 | Ladda upp en bild av detta fornminne      |
| Misterhult 54:1   | Stensättning |              | Misterhult, Småland |       | 57.511518, 16.618966 | 10084500540001 | Ladda upp en bild av detta fornminne      |
| Misterhult 55:1   | Stensättning |              | Misterhult, Småland |       | 57.506371, 16.616824 | 10084500550001 | Ladda upp en bild av detta fornminne      |
| Misterhult 55:2   | Stensättning |              | Misterhult, Småland |       | 57.506567, 16.616434 | 10084500550002 | Ladda upp en bild av detta fornminne      |
| Misterhult 55:3   | Stensättning |              | Misterhult, Småland |       | 57.506664, 16.616382 | 10084500550003 | Ladda upp en bild av detta fornminne      |
| Misterhult 55:4   | Stensättning |              | Misterhult, Småland |       | 57.506675, 16.616572 | 10084500550004 | Ladda upp en bild av detta fornminne      |
| Misterhult 56:1   | Stensättning |              | Misterhult, Småland |       | 57.507360, 16.615209 | 10084500560001 | Ladda upp en bild av detta fornminne      |
| Misterhult 56:2   | Stensättning |              | Misterhult, Småland |       | 57.507293, 16.615318 | 10084500560002 | Ladda upp en bild av detta fornminne      |
| Misterhult 56:3   | Stensättning |              | Misterhult, Småland |       | 57.507200, 16.615340 | 10084500560003 | Ladda upp en bild av detta fornminne      |
| Misterhult 57:1   | Stensättning |              | Misterhult, Småland |       | 57.506373, 16.613530 | 10084500570001 | Ladda upp en bild av detta fornminne      |
| Misterhult 58:1   | Stensättning |              | Misterhult, Småland |       | 57.506857, 16.613718 | 10084500580001 | Ladda upp en bild av detta fornminne      |
| Misterhult 58:2   | Stensättning |              | Misterhult, Småland |       | 57.506852, 16.613951 | 10084500580002 | Ladda upp en bild av detta fornminne      |
| Misterhult 58:3   | Stensättning |              | Misterhult, Småland |       | 57.506755, 16.613743 | 10084500580003 | Ladda upp en bild av detta fornminne      |
| Misterhult 59:1   | Stensättning |              | Misterhult, Småland |       | 57.508272, 16.610690 | 10084500590001 | Ladda upp en bild av detta fornminne      |
| Misterhult 60:1   | Stensättning |              | Misterhult, Småland |       | 57.505115, 16.613604 | 10084500600001 | Ladda upp en bild av detta fornminne      |
| Misterhult 60:2   | Stensättning |              | Misterhult, Småland |       | 57.505085, 16.613437 | 10084500600002 | Ladda upp en bild av detta fornminne      |
| Misterhult 62:1   | Stensättning |              | Misterhult, Småland |       | 57.521377, 16.621620 | 10084500620001 | Ladda upp en bild av detta fornminne      |
| Misterhult 71:1   | Stensättning |              | Misterhult, Småland |       | 57.515999, 16.578114 | 10084500710001 | Ladda upp en bild av detta fornminne      |
| Misterhult 71:2   | Stensättning |              | Misterhult, Småland |       | 57.516032, 16.578412 | 10084500710002 | Ladda upp en bild av detta fornminne      |
| Misterhult 71:3   | Stensättning |              | Misterhult, Småland |       | 57.516138, 16.578333 | 10084500710003 | Ladda upp en bild av detta fornminne      |
| Misterhult 72:2   | Stensättning |              | Misterhult, Småland |       | 57.517348, 16.574293 | 10084500720002 | Ladda upp en bild av detta fornminne      |
| Misterhult 72:3   | Stensättning |              | Misterhult, Småland |       | 57.517299, 16.574119 | 10084500720003 | Ladda upp en bild av detta fornminne      |
| Misterhult 72:4   | Stensättning |              | Misterhult, Småland |       | 57.517024, 16.574205 | 10084500720004 | Ladda upp en bild av detta fornminne      |
| Misterhult 75:1   | Stensättning |              | Misterhult, Småland |       | 57.530755, 16.574732 | 10084500750001 | Ladda upp en bild av detta fornminne      |
| Misterhult 76:1   | Stensättning |              | Misterhult, Småland |       | 57.517214, 16.582317 | 10084500760001 | Ladda upp en bild av detta fornminne      |
| Misterhult 76:2   | Stensättning |              | Misterhult, Småland |       | 57.517114, 16.582286 | 10084500760002 | Ladda upp en bild av detta fornminne      |
| Misterhult 79:1   | Stensättning |              | Misterhult, Småland |       | 57.513904, 16.570491 | 10084500790001 | Ladda upp en bild av detta fornminne      |
| Misterhult 82:1   | Stensättning |              | Misterhult, Småland |       | 57.517630, 16.560151 | 10084500820001 | Ladda upp en bild av detta fornminne      |
| Misterhult 84:1   | Stensättning |              | Misterhult, Småland |       | 57.516049, 16.573780 | 10084500840001 | Ladda upp en bild av detta fornminne      |
| Misterhult 85:1   | Stensättning |              | Misterhult, Småland |       | 57.515574, 16.574103 | 10084500850001 | Ladda upp en bild av detta fornminne      |
| Misterhult 86:1   | Stensättning |              | Misterhult, Småland |       | 57.517533, 16.564791 | 10084500860001 | Ladda upp en bild av detta fornminne      |
| Misterhult 88:1   | Stensättning |              | Misterhult, Småland |       | 57.520300, 16.562463 | 10084500880001 | Ladda upp en bild av detta fornminne      |
| Misterhult 88:2   | Stensättning |              | Misterhult, Småland |       | 57.520207, 16.562472 | 10084500880002 | Ladda upp en bild av detta fornminne      |
| Misterhult 91:1   | Stensättning |              | Misterhult, Småland |       | 57.526721, 16.557735 | 10084500910001 | Ladda upp en bild av detta fornminne      |
| Misterhult 91:2   | Stensättning |              | Misterhult, Småland |       | 57.526624, 16.557761 | 10084500910002 | Ladda upp en bild av detta fornminne      |
| Misterhult 91:4   | Stensättning |              | Misterhult, Småland |       | 57.526656, 16.557994 | 10084500910004 | Ladda upp en bild av detta fornminne      |
| Misterhult 92:1   | Stensättning |              | Misterhult, Småland |       | 57.527382, 16.557988 | 10084500920001 | Ladda upp en bild av detta fornminne      |
| Misterhult 94:1   | Stensättning |              | Misterhult, Småland |       | 57.523204, 16.558292 | 10084500940001 | Ladda upp en bild av detta fornminne      |
| Misterhult 96:1   | Stensättning |              | Misterhult, Småland |       | 57.522416, 16.556630 | 10084500960001 | Ladda upp en bild av detta fornminne      |
| Misterhult 97:1   | Stensättning |              | Misterhult, Småland |       | 57.521373, 16.556329 | 10084500970001 | Ladda upp en bild av detta fornminne      |
| Misterhult 97:2   | Stensättning |              | Misterhult, Småland |       | 57.521263, 16.556301 | 10084500970002 | Ladda upp en bild av detta fornminne      |
| Misterhult 97:3   | Stensättning |              | Misterhult, Småland |       | 57.521444, 16.556173 | 10084500970003 | Ladda upp en bild av detta fornminne      |
| Misterhult 97:4   | Stensättning |              | Misterhult, Småland |       | 57.521521, 16.556064 | 10084500970004 | Ladda upp en bild av detta fornminne      |
| Misterhult 101:1  | Stensättning |              | Misterhult, Småland |       | 57.519235, 16.554513 | 10084501010001 | Ladda upp en bild av detta fornminne      |
| Misterhult 101:3  | Stensättning |              | Misterhult, Småland |       | 57.518989, 16.554519 | 10084501010003 | Ladda upp en bild av detta fornminne      |
| Misterhult 101:4  | Stensättning |              | Misterhult, Småland |       | 57.518906, 16.554554 | 10084501010004 | Ladda upp en bild av detta fornminne      |
| Misterhult 102:1  | Stensättning |              | Misterhult, Småland |       | 57.517585, 16.553180 | 10084501020001 | Ladda upp en bild av detta fornminne      |
| Misterhult 102:2  | Stensättning |              | Misterhult, Småland |       | 57.517666, 16.553325 | 10084501020002 | Ladda upp en bild av detta fornminne      |
| Misterhult 102:3  | Stensättning |              | Misterhult, Småland |       | 57.517314, 16.553416 | 10084501020003 | Ladda upp en bild av detta fornminne      |
| Misterhult 103:1  | Stensättning |              | Misterhult, Småland |       | 57.516335, 16.551808 | 10084501030001 | Ladda upp en bild av detta fornminne      |
| Misterhult 104:1  | Stensättning |              | Misterhult, Småland |       | 57.519258, 16.558423 | 10084501040001 | Ladda upp en bild av detta fornminne      |
| Misterhult 105:1  | Stensättning |              | Misterhult, Småland |       | 57.515060, 16.561175 | 10084501050001 | Ladda upp en bild av detta fornminne      |
| Misterhult 105:2  | Stensättning |              | Misterhult, Småland |       | 57.514957, 16.560640 | 10084501050002 | Ladda upp en bild av detta fornminne      |
| Misterhult 106:1  | Stensättning |              | Misterhult, Småland |       | 57.505182, 16.546954 | 10084501060001 | Ladda upp en bild av detta fornminne      |
| Misterhult 106:2  | Stensättning |              | Misterhult, Småland |       | 57.505042, 16.546951 | 10084501060002 | Ladda upp en bild av detta fornminne      |
| Misterhult 106:3  | Stensättning |              | Misterhult, Småland |       | 57.504959, 16.546953 | 10084501060003 | Ladda upp en bild av detta fornminne      |
| Misterhult 107:2  | Stensättning |              | Misterhult, Småland |       | 57.494237, 16.571812 | 10084501070002 | Ladda upp en bild av detta fornminne      |
| Misterhult 107:3  | Stensättning |              | Misterhult, Småland |       | 57.494043, 16.571940 | 10084501070003 | Ladda upp en bild av detta fornminne      |
| Misterhult 109:2  | Stensättning |              | Misterhult, Småland |       | 57.497062, 16.574970 | 10084501090002 | Ladda upp en bild av detta fornminne      |
| Misterhult 110:1  | Stensättning |              | Misterhult, Småland |       | 57.496101, 16.577662 | 10084501100001 | Ladda upp en bild av detta fornminne      |
| Misterhult 110:2  | Stensättning |              | Misterhult, Småland |       | 57.496185, 16.577640 | 10084501100002 | Ladda upp en bild av detta fornminne      |
| Misterhult 111:1  | Stensättning |              | Misterhult, Småland |       | 57.494181, 16.577602 | 10084501110001 | Ladda upp en bild av detta fornminne      |
| Misterhult 112:4  | Stensättning |              | Misterhult, Småland |       | 57.492943, 16.575087 | 10084501120004 | Ladda upp en bild av detta fornminne      |
| Misterhult 112:5  | Stensättning |              | Misterhult, Småland |       | 57.493022, 16.575095 | 10084501120005 | Ladda upp en bild av detta fornminne      |
| Misterhult 113:1  | Stensättning |              | Misterhult, Småland |       | 57.495979, 16.574236 | 10084501130001 | Ladda upp en bild av detta fornminne      |
| Misterhult 114:3  | Stensättning |              | Misterhult, Småland |       | 57.493498, 16.573777 | 10084501140003 | Ladda upp en bild av detta fornminne      |
| Misterhult 116:1  | Stensättning |              | Misterhult, Småland |       | 57.491765, 16.573714 | 10084501160001 | Ladda upp en bild av detta fornminne      |
| Misterhult 116:2  | Stensättning |              | Misterhult, Småland |       | 57.491799, 16.573571 | 10084501160002 | Ladda upp en bild av detta fornminne      |
| Misterhult 116:3  | Stensättning |              | Misterhult, Småland |       | 57.491829, 16.573455 | 10084501160003 | Ladda upp en bild av detta fornminne      |
| Misterhult 116:4  | Stensättning |              | Misterhult, Småland |       | 57.492065, 16.572964 | 10084501160004 | Ladda upp en bild av detta fornminne      |
| Misterhult 116:5  | Stensättning |              | Misterhult, Småland |       | 57.492142, 16.572851 | 10084501160005 | Ladda upp en bild av detta fornminne      |
| Misterhult 116:6  | Stensättning |              | Misterhult, Småland |       | 57.492203, 16.572769 | 10084501160006 | Ladda upp en bild av detta fornminne      |
| Misterhult 116:7  | Stensättning |              | Misterhult, Småland |       | 57.492418, 16.573295 | 10084501160007 | Ladda upp en bild av detta fornminne      |
| Misterhult 116:8  | Stensättning |              | Misterhult, Småland |       | 57.492425, 16.573894 | 10084501160008 | Ladda upp en bild av detta fornminne      |
| Misterhult 116:9  | Stensättning |              | Misterhult, Småland |       | 57.492444, 16.574074 | 10084501160009 | Ladda upp en bild av detta fornminne      |
| Misterhult 117:1  | Stensättning |              | Misterhult, Småland |       | 57.491763, 16.574649 | 10084501170001 | Ladda upp en bild av detta fornminne      |
| Misterhult 118:1  | Stensättning |              | Misterhult, Småland |       | 57.494598, 16.652770 | 10084501180001 | Ladda upp en bild av detta fornminne      |
| Misterhult 118:2  | Stensättning |              | Misterhult, Småland |       | 57.494713, 16.652758 | 10084501180002 | Ladda upp en bild av detta fornminne      |
| Misterhult 119:1  | Stensättning |              | Misterhult, Småland |       | 57.495416, 16.607583 | 10084501190001 | Ladda upp en bild av detta fornminne      |
| Misterhult 119:2  | Stensättning |              | Misterhult, Småland |       | 57.495532, 16.607614 | 10084501190002 | Ladda upp en bild av detta fornminne      |
| Misterhult 119:3  | Stensättning |              | Misterhult, Småland |       | 57.495579, 16.607754 | 10084501190003 | Ladda upp en bild av detta fornminne      |
| Misterhult 121:1  | Stensättning |              | Misterhult, Småland |       | 57.499660, 16.595216 | 10084501210001 | Ladda upp en bild av detta fornminne      |
| Misterhult 122:1  | Stensättning |              | Misterhult, Småland |       | 57.489049, 16.613911 | 10084501220001 | Ladda upp en bild av detta fornminne      |
| Misterhult 122:2  | Stensättning |              | Misterhult, Småland |       | 57.489286, 16.613859 | 10084501220002 | Ladda upp en bild av detta fornminne      |
| Misterhult 123:2  | Stensättning |              | Misterhult, Småland |       | 57.492132, 16.615288 | 10084501230002 | Ladda upp en bild av detta fornminne      |
| Misterhult 125:1  | Stensättning |              | Misterhult, Småland |       | 57.491074, 16.616302 | 10084501250001 | Ladda upp en bild av detta fornminne      |
| Misterhult 125:2  | Stensättning |              | Misterhult, Småland |       | 57.490987, 16.616138 | 10084501250002 | Ladda upp en bild av detta fornminne      |
| Misterhult 125:3  | Stensättning |              | Misterhult, Småland |       | 57.491065, 16.616515 | 10084501250003 | Ladda upp en bild av detta fornminne      |
| Misterhult 125:4  | Stensättning |              | Misterhult, Småland |       | 57.491162, 16.616266 | 10084501250004 | Ladda upp en bild av detta fornminne      |
| Misterhult 126:1  | Stensättning |              | Misterhult, Småland |       | 57.482088, 16.628624 | 10084501260001 | Ladda upp en bild av detta fornminne      |
| Misterhult 127:1  | Stensättning |              | Misterhult, Småland |       | 57.482174, 16.627082 | 10084501270001 | Ladda upp en bild av detta fornminne      |
| Misterhult 127:2  | Stensättning |              | Misterhult, Småland |       | 57.482129, 16.627192 | 10084501270002 | Ladda upp en bild av detta fornminne      |
| Misterhult 127:3  | Stensättning |              | Misterhult, Småland |       | 57.482064, 16.627288 | 10084501270003 | Ladda upp en bild av detta fornminne      |
| Misterhult 127:4  | Stensättning |              | Misterhult, Småland |       | 57.481991, 16.627310 | 10084501270004 | Ladda upp en bild av detta fornminne      |
| Misterhult 128:1  | Stensättning |              | Misterhult, Småland |       | 57.483268, 16.627296 | 10084501280001 | Ladda upp en bild av detta fornminne      |
| Misterhult 129:1  | Stensättning |              | Misterhult, Småland |       | 57.486356, 16.615107 | 10084501290001 | Ladda upp en bild av detta fornminne      |
| Misterhult 130:1  | Stensättning |              | Misterhult, Småland |       | 57.494936, 16.618486 | 10084501300001 | Ladda upp en bild av detta fornminne      |
| Misterhult 130:2  | Stensättning |              | Misterhult, Småland |       | 57.494869, 16.618406 | 10084501300002 | Ladda upp en bild av detta fornminne      |
| Misterhult 130:3  | Stensättning |              | Misterhult, Småland |       | 57.494787, 16.618285 | 10084501300003 | Ladda upp en bild av detta fornminne      |
| Misterhult 131:1  | Stensättning |              | Misterhult, Småland |       | 57.493245, 16.636328 | 10084501310001 | Ladda upp en bild av detta fornminne      |
| Misterhult 131:2  | Stensättning |              | Misterhult, Småland |       | 57.493308, 16.636075 | 10084501310002 | Ladda upp en bild av detta fornminne      |
| Misterhult 132:1  | Stensättning |              | Misterhult, Småland |       | 57.492047, 16.636991 | 10084501320001 | Ladda upp en bild av detta fornminne      |
| Misterhult 134:1  | Stensättning |              | Misterhult, Småland |       | 57.498933, 16.666032 | 10084501340001 | Ladda upp en bild av detta fornminne      |
| Misterhult 136:1  | Stensättning |              | Misterhult, Småland |       | 57.503552, 16.662587 | 10084501360001 | Ladda upp en bild av detta fornminne      |
| Misterhult 137:1  | Stensättning |              | Misterhult, Småland |       | 57.496593, 16.670026 | 10084501370001 | Ladda upp en bild av detta fornminne      |
| Misterhult 138:1  | Stensättning |              | Misterhult, Småland |       | 57.492692, 16.674133 | 10084501380001 | Ladda upp en bild av detta fornminne      |
| Misterhult 139:1  | Stensättning |              | Misterhult, Småland |       | 57.492678, 16.670927 | 10084501390001 | Ladda upp en bild av detta fornminne      |
| Misterhult 140:1  | Stensättning |              | Misterhult, Småland |       | 57.492794, 16.669791 | 10084501400001 | Ladda upp en bild av detta fornminne      |
| Misterhult 141:1  | Stensättning |              | Misterhult, Småland |       | 57.492773, 16.672458 | 10084501410001 | Ladda upp en bild av detta fornminne      |
| Misterhult 141:2  | Stensättning |              | Misterhult, Småland |       | 57.492744, 16.672614 | 10084501410002 | Ladda upp en bild av detta fornminne      |
| Misterhult 141:3  | Stensättning |              | Misterhult, Småland |       | 57.492838, 16.672881 | 10084501410003 | Ladda upp en bild av detta fornminne      |
| Misterhult 142:1  | Stensättning |              | Misterhult, Småland |       | 57.491366, 16.703075 | 10084501420001 | Ladda upp en bild av detta fornminne      |
| Misterhult 143:1  | Stensättning |              | Misterhult, Småland |       | 57.488580, 16.702858 | 10084501430001 | Ladda upp en bild av detta fornminne      |
| Misterhult 144:1  | Stensättning |              | Misterhult, Småland |       | 57.456533, 16.715834 | 10084501440001 | Ladda upp en bild av detta fornminne      |
| Misterhult 145:1  | Stensättning |              | Misterhult, Småland |       | 57.457351, 16.714414 | 10084501450001 | Ladda upp en bild av detta fornminne      |
| Misterhult 146:1  | Stensättning |              | Misterhult, Småland |       | 57.459779, 16.663442 | 10084501460001 | Ladda upp en bild av detta fornminne      |
| Misterhult 147:1  | Stensättning |              | Misterhult, Småland |       | 57.460992, 16.664840 | 10084501470001 | Ladda upp en bild av detta fornminne      |
| Misterhult 148:1  | Stensättning |              | Misterhult, Småland |       | 57.460366, 16.664830 | 10084501480001 | Ladda upp en bild av detta fornminne      |
| Misterhult 150:1  | Stensättning |              | Misterhult, Småland |       | 57.466771, 16.576377 | 10084501500001 | Ladda upp en bild av detta fornminne      |
| Misterhult 151:3  | Stensättning |              | Misterhult, Småland |       | 57.465935, 16.573993 | 10084501510003 | Ladda upp en bild av detta fornminne      |
| Misterhult 152:1  | Stensättning |              | Misterhult, Småland |       | 57.463910, 16.572945 | 10084501520001 | Ladda upp en bild av detta fornminne      |
| Misterhult 152:2  | Stensättning |              | Misterhult, Småland |       | 57.463838, 16.572932 | 10084501520002 | Ladda upp en bild av detta fornminne      |
| Misterhult 153:1  | Stensättning |              | Misterhult, Småland |       | 57.465660, 16.572695 | 10084501530001 | Ladda upp en bild av detta fornminne      |
| Misterhult 153:2  | Stensättning |              | Misterhult, Småland |       | 57.465624, 16.572822 | 10084501530002 | Ladda upp en bild av detta fornminne      |
| Misterhult 154:2  | Stensättning |              | Misterhult, Småland |       | 57.466190, 16.572220 | 10084501540002 | Ladda upp en bild av detta fornminne      |
| Misterhult 154:3  | Stensättning |              | Misterhult, Småland |       | 57.466253, 16.572100 | 10084501540003 | Ladda upp en bild av detta fornminne      |
| Misterhult 155:1  | Stensättning |              | Misterhult, Småland |       | 57.467105, 16.571603 | 10084501550001 | Ladda upp en bild av detta fornminne      |
| Misterhult 156:1  | Stensättning |              | Misterhult, Småland |       | 57.467928, 16.572116 | 10084501560001 | Ladda upp en bild av detta fornminne      |
| Misterhult 157:1  | Stensättning |              | Misterhult, Småland |       | 57.470210, 16.573760 | 10084501570001 | Ladda upp en bild av detta fornminne      |
| Misterhult 158:1  | Stensättning |              | Misterhult, Småland |       | 57.467256, 16.566170 | 10084501580001 | Ladda upp en bild av detta fornminne      |
| Misterhult 160:1  | Stensättning |              | Misterhult, Småland |       | 57.465375, 16.568939 | 10084501600001 | Ladda upp en bild av detta fornminne      |
| Misterhult 163:1  | Stensättning |              | Misterhult, Småland |       | 57.453447, 16.566012 | 10084501630001 | Ladda upp en bild av detta fornminne      |
| Misterhult 164:1  | Stensättning |              | Misterhult, Småland |       | 57.453257, 16.564021 | 10084501640001 | Ladda upp en bild av detta fornminne      |
| Misterhult 165:1  | Stensättning |              | Misterhult, Småland |       | 57.453802, 16.564246 | 10084501650001 | Ladda upp en bild av detta fornminne      |
| Misterhult 166:1  | Stensättning |              | Misterhult, Småland |       | 57.456732, 16.559832 | 10084501660001 | Ladda upp en bild av detta fornminne      |
| Misterhult 167:1  | Stensättning |              | Misterhult, Småland |       | 57.450422, 16.561190 | 10084501670001 | Ladda upp en bild av detta fornminne      |
| Misterhult 167:2  | Stensättning |              | Misterhult, Småland |       | 57.450503, 16.561184 | 10084501670002 | Ladda upp en bild av detta fornminne      |
| Misterhult 167:3  | Stensättning |              | Misterhult, Småland |       | 57.450571, 16.561184 | 10084501670003 | Ladda upp en bild av detta fornminne      |
| Misterhult 168:1  | Stensättning |              | Misterhult, Småland |       | 57.452630, 16.561142 | 10084501680001 | Ladda upp en bild av detta fornminne      |
| Misterhult 169:1  | Stensättning |              | Misterhult, Småland |       | 57.451552, 16.562966 | 10084501690001 | Ladda upp en bild av detta fornminne      |
| Misterhult 169:2  | Stensättning |              | Misterhult, Småland |       | 57.451556, 16.562803 | 10084501690002 | Ladda upp en bild av detta fornminne      |
| Misterhult 170:1  | Stensättning |              | Misterhult, Småland |       | 57.452234, 16.566759 | 10084501700001 | Ladda upp en bild av detta fornminne      |
| Misterhult 170:2  | Stensättning |              | Misterhult, Småland |       | 57.452172, 16.566842 | 10084501700002 | Ladda upp en bild av detta fornminne      |
| Misterhult 170:3  | Stensättning |              | Misterhult, Småland |       | 57.452226, 16.567155 | 10084501700003 | Ladda upp en bild av detta fornminne      |
| Misterhult 172:1  | Stensättning |              | Misterhult, Småland |       | 57.448694, 16.563366 | 10084501720001 | Ladda upp en bild av detta fornminne      |
| Misterhult 172:2  | Stensättning |              | Misterhult, Småland |       | 57.448631, 16.563273 | 10084501720002 | Ladda upp en bild av detta fornminne      |
| Misterhult 172:3  | Stensättning |              | Misterhult, Småland |       | 57.448751, 16.563213 | 10084501720003 | Ladda upp en bild av detta fornminne      |
| Misterhult 172:4  | Stensättning |              | Misterhult, Småland |       | 57.448567, 16.563183 | 10084501720004 | Ladda upp en bild av detta fornminne      |
| Misterhult 173:1  | Stensättning |              | Misterhult, Småland |       | 57.448911, 16.558343 | 10084501730001 | Ladda upp en bild av detta fornminne      |
| Misterhult 175:1  | Stensättning |              | Misterhult, Småland |       | 57.462522, 16.581508 | 10084501750001 | Ladda upp en bild av detta fornminne      |
| Misterhult 175:2  | Stensättning |              | Misterhult, Småland |       | 57.462519, 16.581657 | 10084501750002 | Ladda upp en bild av detta fornminne      |
| Misterhult 176:1  | Stensättning |              | Misterhult, Småland |       | 57.462237, 16.579848 | 10084501760001 | Ladda upp en bild av detta fornminne      |
| Misterhult 176:2  | Stensättning |              | Misterhult, Småland |       | 57.462465, 16.579474 | 10084501760002 | Ladda upp en bild av detta fornminne      |
| Misterhult 180:2  | Stensättning |              | Misterhult, Småland |       | 57.470549, 16.582337 | 10084501800002 | Ladda upp en bild av detta fornminne      |
| Misterhult 181:1  | Stensättning |              | Misterhult, Småland |       | 57.471456, 16.583749 | 10084501810001 | Ladda upp en bild av detta fornminne      |
| Misterhult 181:2  | Stensättning |              | Misterhult, Småland |       | 57.471467, 16.583459 | 10084501810002 | Ladda upp en bild av detta fornminne      |
| Misterhult 182:1  | Stensättning |              | Misterhult, Småland |       | 57.472457, 16.583006 | 10084501820001 | Ladda upp en bild av detta fornminne      |
| Misterhult 183:1  | Stensättning |              | Misterhult, Småland |       | 57.473479, 16.583099 | 10084501830001 | Ladda upp en bild av detta fornminne      |
| Misterhult 185:1  | Stensättning |              | Misterhult, Småland |       | 57.487341, 16.565939 | 10084501850001 | Ladda upp en bild av detta fornminne      |
| Misterhult 187:1  | Stensättning |              | Misterhult, Småland |       | 57.487318, 16.567083 | 10084501870001 | Ladda upp en bild av detta fornminne      |
| Misterhult 189:1  | Stensättning |              | Misterhult, Småland |       | 57.488797, 16.570921 | 10084501890001 | Ladda upp en bild av detta fornminne      |
| Misterhult 190:1  | Stensättning |              | Misterhult, Småland |       | 57.472135, 16.586631 | 10084501900001 | Ladda upp en bild av detta fornminne      |
| Misterhult 191:1  | Stensättning |              | Misterhult, Småland |       | 57.470279, 16.586790 | 10084501910001 | Ladda upp en bild av detta fornminne      |
| Misterhult 196:1  | Stensättning |              | Misterhult, Småland |       | 57.448240, 16.658795 | 10084501960001 | Ladda upp en bild av detta fornminne      |
| Misterhult 197:1  | Stensättning |              | Misterhult, Småland |       | 57.497749, 16.554292 | 10084501970001 | Ladda upp en bild av detta fornminne      |
| Misterhult 198:1  | Stensättning |              | Misterhult, Småland |       | 57.500125, 16.555290 | 10084501980001 | Ladda upp en bild av detta fornminne      |
| Misterhult 199:1  | Stensättning |              | Misterhult, Småland |       | 57.496960, 16.565394 | 10084501990001 | Ladda upp en bild av detta fornminne      |
| Misterhult 199:2  | Stensättning |              | Misterhult, Småland |       | 57.497109, 16.565364 | 10084501990002 | Ladda upp en bild av detta fornminne      |
| Misterhult 200:1  | Stensättning |              | Misterhult, Småland |       | 57.498498, 16.558185 | 10084502000001 | Ladda upp en bild av detta fornminne      |
| Misterhult 201:1  | Stensättning |              | Misterhult, Småland |       | 57.506829, 16.544541 | 10084502010001 | Ladda upp en bild av detta fornminne      |
| Misterhult 201:2  | Stensättning |              | Misterhult, Småland |       | 57.506779, 16.544433 | 10084502010002 | Ladda upp en bild av detta fornminne      |
| Misterhult 201:3  | Stensättning |              | Misterhult, Småland |       | 57.506836, 16.544217 | 10084502010003 | Ladda upp en bild av detta fornminne      |
| Misterhult 202:1  | Stensättning |              | Misterhult, Småland |       | 57.507529, 16.544049 | 10084502020001 | Ladda upp en bild av detta fornminne      |
| Misterhult 202:2  | Stensättning |              | Misterhult, Småland |       | 57.507587, 16.543313 | 10084502020002 | Ladda upp en bild av detta fornminne      |
| Misterhult 203:1  | Stensättning |              | Misterhult, Småland |       | 57.508232, 16.543587 | 10084502030001 | Ladda upp en bild av detta fornminne      |
| Misterhult 204:1  | Stensättning |              | Misterhult, Småland |       | 57.508042, 16.541947 | 10084502040001 | Ladda upp en bild av detta fornminne      |
| Misterhult 204:2  | Stensättning |              | Misterhult, Småland |       | 57.508082, 16.541771 | 10084502040002 | Ladda upp en bild av detta fornminne      |
| Misterhult 206:1  | Stensättning |              | Misterhult, Småland |       | 57.507661, 16.540136 | 10084502060001 | Ladda upp en bild av detta fornminne      |
| Misterhult 206:3  | Stensättning |              | Misterhult, Småland |       | 57.507471, 16.540123 | 10084502060003 | Ladda upp en bild av detta fornminne      |
| Misterhult 206:4  | Stensättning |              | Misterhult, Småland |       | 57.507440, 16.539849 | 10084502060004 | Ladda upp en bild av detta fornminne      |
| Misterhult 207:1  | Stensättning |              | Misterhult, Småland |       | 57.553718, 16.581808 | 10084502070001 | Ladda upp en bild av detta fornminne      |
| Misterhult 207:2  | Stensättning |              | Misterhult, Småland |       | 57.553777, 16.581688 | 10084502070002 | Ladda upp en bild av detta fornminne      |
| Misterhult 208:1  | Stensättning |              | Misterhult, Småland |       | 57.554982, 16.577381 | 10084502080001 | Ladda upp en bild av detta fornminne      |
| Misterhult 209:2  | Stensättning |              | Misterhult, Småland |       | 57.559399, 16.574487 | 10084502090002 | Ladda upp en bild av detta fornminne      |
| Misterhult 211:1  | Stensättning |              | Misterhult, Småland |       | 57.545638, 16.566878 | 10084502110001 | Ladda upp en bild av detta fornminne      |
| Misterhult 212:1  | Stensättning |              | Misterhult, Småland |       | 57.546751, 16.565563 | 10084502120001 | Ladda upp en bild av detta fornminne      |
| Misterhult 213:1  | Stensättning |              | Misterhult, Småland |       | 57.548918, 16.562869 | 10084502130001 | Ladda upp en bild av detta fornminne      |
| Misterhult 215:1  | Stensättning |              | Misterhult, Småland |       | 57.544140, 16.570108 | 10084502150001 | Ladda upp en bild av detta fornminne      |
| Misterhult 215:2  | Stensättning |              | Misterhult, Småland |       | 57.544167, 16.569965 | 10084502150002 | Ladda upp en bild av detta fornminne      |
| Misterhult 215:3  | Stensättning |              | Misterhult, Småland |       | 57.544079, 16.569965 | 10084502150003 | Ladda upp en bild av detta fornminne      |
| Misterhult 216:2  | Stensättning |              | Misterhult, Småland |       | 57.547153, 16.557505 | 10084502160002 | Ladda upp en bild av detta fornminne      |
| Misterhult 217:1  | Stensättning |              | Misterhult, Småland |       | 57.545973, 16.557458 | 10084502170001 | Ladda upp en bild av detta fornminne      |
| Misterhult 218:1  | Stensättning |              | Misterhult, Småland |       | 57.542750, 16.556131 | 10084502180001 | Ladda upp en bild av detta fornminne      |
| Misterhult 219:1  | Stensättning |              | Misterhult, Småland |       | 57.545839, 16.555883 | 10084502190001 | Ladda upp en bild av detta fornminne      |
| Misterhult 220:1  | Stensättning |              | Misterhult, Småland |       | 57.544211, 16.543261 | 10084502200001 | Ladda upp en bild av detta fornminne      |
| Misterhult 221:1  | Stensättning |              | Misterhult, Småland |       | 57.543575, 16.544590 | 10084502210001 | Ladda upp en bild av detta fornminne      |
| Misterhult 226:1  | Stensättning |              | Misterhult, Småland |       | 57.557578, 16.539697 | 10084502260001 | Ladda upp en bild av detta fornminne      |
| Misterhult 226:2  | Stensättning |              | Misterhult, Småland |       | 57.557545, 16.539533 | 10084502260002 | Ladda upp en bild av detta fornminne      |
| Misterhult 227:1  | Stensättning |              | Misterhult, Småland |       | 57.562230, 16.507752 | 10084502270001 | Ladda upp en bild av detta fornminne      |
| Misterhult 227:2  | Stensättning |              | Misterhult, Småland |       | 57.562379, 16.507641 | 10084502270002 | Ladda upp en bild av detta fornminne      |
| Misterhult 228:2  | Stensättning |              | Misterhult, Småland |       | 57.562663, 16.507621 | 10084502280002 | Ladda upp en bild av detta fornminne      |
| Misterhult 230:1  | Stensättning |              | Misterhult, Småland |       | 57.560622, 16.509365 | 10084502300001 | Ladda upp en bild av detta fornminne      |
| Misterhult 231:1  | Stensättning |              | Misterhult, Småland |       | 57.560940, 16.509916 | 10084502310001 | Ladda upp en bild av detta fornminne      |
| Misterhult 232:1  | Stensättning |              | Misterhult, Småland |       | 57.561621, 16.511227 | 10084502320001 | Ladda upp en bild av detta fornminne      |
| Misterhult 232:2  | Stensättning |              | Misterhult, Småland |       | 57.561582, 16.511010 | 10084502320002 | Ladda upp en bild av detta fornminne      |
| Misterhult 233:1  | Stensättning |              | Misterhult, Småland |       | 57.559257, 16.513444 | 10084502330001 | Ladda upp en bild av detta fornminne      |
| Misterhult 233:2  | Stensättning |              | Misterhult, Småland |       | 57.558976, 16.513758 | 10084502330002 | Ladda upp en bild av detta fornminne      |
| Misterhult 233:3  | Stensättning |              | Misterhult, Småland |       | 57.559017, 16.514066 | 10084502330003 | Ladda upp en bild av detta fornminne      |
| Misterhult 235:1  | Stensättning |              | Misterhult, Småland |       | 57.557693, 16.509591 | 10084502350001 | Ladda upp en bild av detta fornminne      |
| Misterhult 236:2  | Stensättning |              | Misterhult, Småland |       | 57.559340, 16.509128 | 10084502360002 | Ladda upp en bild av detta fornminne      |
| Misterhult 239:1  | Stensättning |              | Misterhult, Småland |       | 57.561616, 16.503477 | 10084502390001 | Ladda upp en bild av detta fornminne      |
| Misterhult 239:2  | Stensättning |              | Misterhult, Småland |       | 57.561730, 16.503248 | 10084502390002 | Ladda upp en bild av detta fornminne      |
| Misterhult 239:3  | Stensättning |              | Misterhult, Småland |       | 57.561851, 16.503156 | 10084502390003 | Ladda upp en bild av detta fornminne      |
| Misterhult 240:1  | Stensättning |              | Misterhult, Småland |       | 57.561227, 16.504591 | 10084502400001 | Ladda upp en bild av detta fornminne      |
| Misterhult 240:2  | Stensättning |              | Misterhult, Småland |       | 57.560849, 16.504793 | 10084502400002 | Ladda upp en bild av detta fornminne      |
| Misterhult 242:1  | Stensättning |              | Misterhult, Småland |       | 57.557816, 16.507239 | 10084502420001 | Ladda upp en bild av detta fornminne      |
| Misterhult 242:2  | Stensättning |              | Misterhult, Småland |       | 57.557784, 16.507115 | 10084502420002 | Ladda upp en bild av detta fornminne      |
| Misterhult 242:3  | Stensättning |              | Misterhult, Småland |       | 57.557699, 16.507204 | 10084502420003 | Ladda upp en bild av detta fornminne      |
| Misterhult 242:4  | Stensättning |              | Misterhult, Småland |       | 57.558214, 16.507194 | 10084502420004 | Ladda upp en bild av detta fornminne      |
| Misterhult 244:1  | Stensättning |              | Misterhult, Småland |       | 57.555578, 16.503010 | 10084502440001 | Ladda upp en bild av detta fornminne      |
| Misterhult 244:2  | Stensättning |              | Misterhult, Småland |       | 57.555425, 16.502551 | 10084502440002 | Ladda upp en bild av detta fornminne      |
| Misterhult 246:1  | Stensättning |              | Misterhult, Småland |       | 57.552552, 16.501500 | 10084502460001 | Ladda upp en bild av detta fornminne      |
| Misterhult 246:4  | Stensättning |              | Misterhult, Småland |       | 57.552703, 16.502103 | 10084502460004 | Ladda upp en bild av detta fornminne      |
| Misterhult 246:5  | Stensättning |              | Misterhult, Småland |       | 57.552994, 16.502287 | 10084502460005 | Ladda upp en bild av detta fornminne      |
| Misterhult 247:1  | Stensättning |              | Misterhult, Småland |       | 57.553258, 16.501809 | 10084502470001 | Ladda upp en bild av detta fornminne      |
| Misterhult 247:2  | Stensättning |              | Misterhult, Småland |       | 57.553208, 16.501605 | 10084502470002 | Ladda upp en bild av detta fornminne      |
| Misterhult 247:3  | Stensättning |              | Misterhult, Småland |       | 57.553090, 16.501574 | 10084502470003 | Ladda upp en bild av detta fornminne      |
| Misterhult 249:2  | Stensättning |              | Misterhult, Småland |       | 57.551549, 16.498900 | 10084502490002 | Ladda upp en bild av detta fornminne      |
| Misterhult 250:1  | Stensättning |              | Misterhult, Småland |       | 57.554305, 16.500046 | 10084502500001 | Ladda upp en bild av detta fornminne      |
| Misterhult 250:2  | Stensättning |              | Misterhult, Småland |       | 57.554398, 16.499997 | 10084502500002 | Ladda upp en bild av detta fornminne      |
| Misterhult 251:1  | Stensättning |              | Misterhult, Småland |       | 57.554684, 16.499166 | 10084502510001 | Ladda upp en bild av detta fornminne      |
| Misterhult 252:2  | Stensättning |              | Misterhult, Småland |       | 57.555290, 16.500009 | 10084502520002 | Ladda upp en bild av detta fornminne      |
| Misterhult 252:3  | Stensättning |              | Misterhult, Småland |       | 57.555227, 16.499931 | 10084502520003 | Ladda upp en bild av detta fornminne      |
| Misterhult 252:4  | Stensättning |              | Misterhult, Småland |       | 57.555142, 16.500134 | 10084502520004 | Ladda upp en bild av detta fornminne      |
| Misterhult 254:1  | Stensättning |              | Misterhult, Småland |       | 57.552684, 16.504470 | 10084502540001 | Ladda upp en bild av detta fornminne      |
| Misterhult 254:4  | Stensättning |              | Misterhult, Småland |       | 57.552859, 16.504802 | 10084502540004 | Ladda upp en bild av detta fornminne      |
| Misterhult 254:5  | Stensättning |              | Misterhult, Småland |       | 57.552945, 16.504860 | 10084502540005 | Ladda upp en bild av detta fornminne      |
| Misterhult 255:1  | Stensättning |              | Misterhult, Småland |       | 57.553375, 16.507096 | 10084502550001 | Ladda upp en bild av detta fornminne      |
| Misterhult 255:2  | Stensättning |              | Misterhult, Småland |       | 57.553470, 16.507100 | 10084502550002 | Ladda upp en bild av detta fornminne      |
| Misterhult 255:3  | Stensättning |              | Misterhult, Småland |       | 57.553399, 16.507420 | 10084502550003 | Ladda upp en bild av detta fornminne      |
| Misterhult 256:1  | Stensättning |              | Misterhult, Småland |       | 57.554614, 16.510684 | 10084502560001 | Ladda upp en bild av detta fornminne      |
| Misterhult 256:2  | Stensättning |              | Misterhult, Småland |       | 57.554595, 16.510857 | 10084502560002 | Ladda upp en bild av detta fornminne      |
| Misterhult 257:1  | Stensättning |              | Misterhult, Småland |       | 57.555111, 16.521771 | 10084502570001 | Ladda upp en bild av detta fornminne      |
| Misterhult 258:1  | Stensättning |              | Misterhult, Småland |       | 57.554546, 16.522695 | 10084502580001 | Ladda upp en bild av detta fornminne      |
| Misterhult 259:1  | Stensättning |              | Misterhult, Småland |       | 57.550726, 16.505153 | 10084502590001 | Ladda upp en bild av detta fornminne      |
| Misterhult 259:2  | Stensättning |              | Misterhult, Småland |       | 57.550497, 16.505006 | 10084502590002 | Ladda upp en bild av detta fornminne      |
| Misterhult 259:3  | Stensättning |              | Misterhult, Småland |       | 57.550403, 16.505115 | 10084502590003 | Ladda upp en bild av detta fornminne      |
| Misterhult 259:4  | Stensättning |              | Misterhult, Småland |       | 57.550449, 16.505309 | 10084502590004 | Ladda upp en bild av detta fornminne      |
| Misterhult 260:1  | Stensättning |              | Misterhult, Småland |       | 57.548837, 16.504972 | 10084502600001 | Ladda upp en bild av detta fornminne      |
| Misterhult 261:1  | Stensättning |              | Misterhult, Småland |       | 57.549513, 16.501182 | 10084502610001 | Ladda upp en bild av detta fornminne      |
| Misterhult 261:2  | Stensättning |              | Misterhult, Småland |       | 57.549775, 16.501258 | 10084502610002 | Ladda upp en bild av detta fornminne      |
| Misterhult 263:1  | Stensättning |              | Misterhult, Småland |       | 57.549055, 16.503109 | 10084502630001 | Ladda upp en bild av detta fornminne      |
| Misterhult 265:1  | Stensättning |              | Misterhult, Småland |       | 57.542726, 16.499272 | 10084502650001 | Ladda upp en bild av detta fornminne      |
| Misterhult 266:1  | Stensättning |              | Misterhult, Småland |       | 57.543148, 16.497172 | 10084502660001 | Ladda upp en bild av detta fornminne      |
| Misterhult 266:2  | Stensättning |              | Misterhult, Småland |       | 57.542999, 16.496836 | 10084502660002 | Ladda upp en bild av detta fornminne      |
| Misterhult 267:1  | Stensättning |              | Misterhult, Småland |       | 57.549324, 16.485433 | 10084502670001 | Ladda upp en bild av detta fornminne      |
| Misterhult 268:1  | Stensättning |              | Misterhult, Småland |       | 57.548849, 16.477653 | 10084502680001 | Ladda upp en bild av detta fornminne      |
| Misterhult 270:1  | Stensättning |              | Misterhult, Småland |       | 57.543874, 16.486032 | 10084502700001 | Ladda upp en bild av detta fornminne      |
| Misterhult 271:1  | Stensättning |              | Misterhult, Småland |       | 57.545375, 16.481183 | 10084502710001 | Ladda upp en bild av detta fornminne      |
| Misterhult 272:1  | Stensättning |              | Misterhult, Småland |       | 57.545490, 16.477169 | 10084502720001 | Ladda upp en bild av detta fornminne      |
| Misterhult 274:1  | Stensättning |              | Misterhult, Småland |       | 57.544759, 16.476773 | 10084502740001 | Ladda upp en bild av detta fornminne      |
| Misterhult 275:1  | Stensättning |              | Misterhult, Småland |       | 57.543849, 16.479182 | 10084502750001 | Ladda upp en bild av detta fornminne      |
| Misterhult 276:1  | Stensättning |              | Misterhult, Småland |       | 57.553189, 16.496123 | 10084502760001 | Ladda upp en bild av detta fornminne      |
| Misterhult 278:1  | Stensättning |              | Misterhult, Småland |       | 57.553851, 16.498301 | 10084502780001 | Ladda upp en bild av detta fornminne      |
| Misterhult 278:2  | Stensättning |              | Misterhult, Småland |       | 57.553792, 16.498344 | 10084502780002 | Ladda upp en bild av detta fornminne      |
| Misterhult 279:1  | Stensättning |              | Misterhult, Småland |       | 57.554808, 16.497442 | 10084502790001 | Ladda upp en bild av detta fornminne      |
| Misterhult 279:2  | Stensättning |              | Misterhult, Småland |       | 57.554729, 16.497571 | 10084502790002 | Ladda upp en bild av detta fornminne      |
| Misterhult 279:3  | Stensättning |              | Misterhult, Småland |       | 57.554764, 16.497795 | 10084502790003 | Ladda upp en bild av detta fornminne      |
| Misterhult 280:1  | Stensättning |              | Misterhult, Småland |       | 57.556365, 16.499327 | 10084502800001 | Ladda upp en bild av detta fornminne      |
| Misterhult 281:1  | Stensättning |              | Misterhult, Småland |       | 57.557903, 16.499430 | 10084502810001 | Ladda upp en bild av detta fornminne      |
| Misterhult 283:2  | Stensättning |              | Misterhult, Småland |       | 57.557068, 16.496800 | 10084502830002 | Ladda upp en bild av detta fornminne      |
| Misterhult 283:3  | Stensättning |              | Misterhult, Småland |       | 57.556923, 16.496473 | 10084502830003 | Ladda upp en bild av detta fornminne      |
| Misterhult 283:5  | Stensättning |              | Misterhult, Småland |       | 57.556551, 16.495943 | 10084502830005 | Ladda upp en bild av detta fornminne      |
| Misterhult 285:2  | Stensättning |              | Misterhult, Småland |       | 57.560191, 16.495295 | 10084502850002 | Ladda upp en bild av detta fornminne      |
| Misterhult 288:2  | Stensättning |              | Misterhult, Småland |       | 57.558591, 16.493979 | 10084502880002 | Ladda upp en bild av detta fornminne      |
| Misterhult 289:2  | Stensättning |              | Misterhult, Småland |       | 57.557783, 16.493802 | 10084502890002 | Ladda upp en bild av detta fornminne      |
| Misterhult 290:2  | Stensättning |              | Misterhult, Småland |       | 57.557546, 16.491910 | 10084502900002 | Ladda upp en bild av detta fornminne      |
| Misterhult 291:1  | Stensättning |              | Misterhult, Småland |       | 57.554704, 16.491952 | 10084502910001 | Ladda upp en bild av detta fornminne      |
| Misterhult 291:2  | Stensättning |              | Misterhult, Småland |       | 57.554411, 16.492192 | 10084502910002 | Ladda upp en bild av detta fornminne      |
| Misterhult 292:1  | Stensättning |              | Misterhult, Småland |       | 57.553527, 16.490141 | 10084502920001 | Ladda upp en bild av detta fornminne      |
| Misterhult 292:2  | Stensättning |              | Misterhult, Småland |       | 57.553519, 16.489904 | 10084502920002 | Ladda upp en bild av detta fornminne      |
| Misterhult 294:1  | Stensättning |              | Misterhult, Småland |       | 57.554495, 16.488861 | 10084502940001 | Ladda upp en bild av detta fornminne      |
| Misterhult 295:1  | Stensättning |              | Misterhult, Småland |       | 57.554714, 16.489792 | 10084502950001 | Ladda upp en bild av detta fornminne      |
| Misterhult 299:1  | Stensättning |              | Misterhult, Småland |       | 57.561432, 16.493440 | 10084502990001 | Ladda upp en bild av detta fornminne      |
| Misterhult 300:1  | Stensättning |              | Misterhult, Småland |       | 57.563707, 16.496734 | 10084503000001 | Ladda upp en bild av detta fornminne      |
| Misterhult 301:1  | Stensättning |              | Misterhult, Småland |       | 57.568999, 16.526652 | 10084503010001 | Ladda upp en bild av detta fornminne      |
| Misterhult 302:1  | Stensättning |              | Misterhult, Småland |       | 57.567060, 16.519052 | 10084503020001 | Ladda upp en bild av detta fornminne      |
| Misterhult 302:2  | Stensättning |              | Misterhult, Småland |       | 57.566986, 16.519238 | 10084503020002 | Ladda upp en bild av detta fornminne      |
| Misterhult 302:3  | Stensättning |              | Misterhult, Småland |       | 57.566971, 16.518961 | 10084503020003 | Ladda upp en bild av detta fornminne      |
| Misterhult 303:1  | Stensättning |              | Misterhult, Småland |       | 57.565578, 16.518361 | 10084503030001 | Ladda upp en bild av detta fornminne      |
| Misterhult 304:1  | Stensättning |              | Misterhult, Småland |       | 57.568369, 16.528678 | 10084503040001 | Ladda upp en bild av detta fornminne      |
| Misterhult 305:1  | Stensättning |              | Misterhult, Småland |       | 57.565796, 16.531149 | 10084503050001 | Ladda upp en bild av detta fornminne      |
| Misterhult 306:1  | Stensättning |              | Misterhult, Småland |       | 57.566451, 16.533796 | 10084503060001 | Ladda upp en bild av detta fornminne      |
| Misterhult 307:1  | Stensättning |              | Misterhult, Småland |       | 57.568956, 16.529718 | 10084503070001 | Ladda upp en bild av detta fornminne      |
| Misterhult 309:1  | Stensättning |              | Misterhult, Småland |       | 57.573309, 16.534713 | 10084503090001 | Ladda upp en bild av detta fornminne      |
| Misterhult 309:2  | Stensättning |              | Misterhult, Småland |       | 57.573192, 16.534815 | 10084503090002 | Ladda upp en bild av detta fornminne      |
| Misterhult 310:1  | Stensättning |              | Misterhult, Småland |       | 57.573175, 16.532620 | 10084503100001 | Ladda upp en bild av detta fornminne      |
| Misterhult 310:2  | Stensättning |              | Misterhult, Småland |       | 57.573065, 16.532815 | 10084503100002 | Ladda upp en bild av detta fornminne      |
| Misterhult 310:3  | Stensättning |              | Misterhult, Småland |       | 57.573181, 16.532964 | 10084503100003 | Ladda upp en bild av detta fornminne      |
| Misterhult 311:1  | Stensättning |              | Misterhult, Småland |       | 57.573912, 16.530211 | 10084503110001 | Ladda upp en bild av detta fornminne      |
| Misterhult 312:1  | Stensättning |              | Misterhult, Småland |       | 57.574609, 16.532412 | 10084503120001 | Ladda upp en bild av detta fornminne      |
| Misterhult 315:1  | Stensättning |              | Misterhult, Småland |       | 57.568169, 16.557995 | 10084503150001 | Ladda upp en bild av detta fornminne      |
| Misterhult 317:1  | Stensättning |              | Misterhult, Småland |       | 57.565901, 16.544014 | 10084503170001 | Ladda upp en bild av detta fornminne      |
| Misterhult 317:2  | Stensättning |              | Misterhult, Småland |       | 57.565911, 16.544252 | 10084503170002 | Ladda upp en bild av detta fornminne      |
| Misterhult 319:1  | Stensättning |              | Misterhult, Småland |       | 57.569544, 16.545871 | 10084503190001 | Ladda upp en bild av detta fornminne      |
| Misterhult 321:1  | Stensättning |              | Misterhult, Småland |       | 57.567350, 16.547284 | 10084503210001 | Ladda upp en bild av detta fornminne      |
| Misterhult 322:1  | Stensättning |              | Misterhult, Småland |       | 57.537999, 16.501360 | 10084503220001 | Ladda upp en bild av detta fornminne      |
| Misterhult 322:2  | Stensättning |              | Misterhult, Småland |       | 57.538340, 16.501813 | 10084503220002 | Ladda upp en bild av detta fornminne      |
| Misterhult 324:1  | Stensättning |              | Misterhult, Småland |       | 57.536369, 16.493781 | 10084503240001 | Ladda upp en bild av detta fornminne      |
| Misterhult 324:2  | Stensättning |              | Misterhult, Småland |       | 57.536681, 16.494127 | 10084503240002 | Ladda upp en bild av detta fornminne      |
| Misterhult 325:1  | Stensättning |              | Misterhult, Småland |       | 57.535583, 16.497036 | 10084503250001 | Ladda upp en bild av detta fornminne      |
| Misterhult 325:2  | Stensättning |              | Misterhult, Småland |       | 57.535593, 16.496729 | 10084503250002 | Ladda upp en bild av detta fornminne      |
| Misterhult 326:1  | Stensättning |              | Misterhult, Småland |       | 57.526741, 16.476984 | 10084503260001 | Ladda upp en bild av detta fornminne      |
| Misterhult 327:2  | Stensättning |              | Misterhult, Småland |       | 57.525507, 16.474893 | 10084503270002 | Ladda upp en bild av detta fornminne      |
| Misterhult 327:3  | Stensättning |              | Misterhult, Småland |       | 57.525624, 16.474915 | 10084503270003 | Ladda upp en bild av detta fornminne      |
| Misterhult 329:1  | Stensättning |              | Misterhult, Småland |       | 57.523537, 16.476481 | 10084503290001 | Ladda upp en bild av detta fornminne      |
| Misterhult 330:1  | Stensättning |              | Misterhult, Småland |       | 57.522877, 16.477453 | 10084503300001 | Ladda upp en bild av detta fornminne      |
| Misterhult 330:2  | Stensättning |              | Misterhult, Småland |       | 57.522803, 16.477625 | 10084503300002 | Ladda upp en bild av detta fornminne      |
| Misterhult 331:1  | Stensättning |              | Misterhult, Småland |       | 57.508031, 16.457585 | 10084503310001 | Ladda upp en bild av detta fornminne      |
| Misterhult 331:2  | Stensättning |              | Misterhult, Småland |       | 57.507710, 16.457291 | 10084503310002 | Ladda upp en bild av detta fornminne      |
| Misterhult 331:3  | Stensättning |              | Misterhult, Småland |       | 57.507627, 16.457330 | 10084503310003 | Ladda upp en bild av detta fornminne      |
| Misterhult 332:1  | Stensättning |              | Misterhult, Småland |       | 57.508087, 16.458418 | 10084503320001 | Ladda upp en bild av detta fornminne      |
| Misterhult 332:2  | Stensättning |              | Misterhult, Småland |       | 57.507953, 16.458385 | 10084503320002 | Ladda upp en bild av detta fornminne      |
| Misterhult 333:1  | Stensättning |              | Misterhult, Småland |       | 57.507549, 16.458791 | 10084503330001 | Ladda upp en bild av detta fornminne      |
| Misterhult 334:1  | Stensättning |              | Misterhult, Småland |       | 57.507341, 16.456534 | 10084503340001 | Ladda upp en bild av detta fornminne      |
| Misterhult 336:1  | Stensättning |              | Misterhult, Småland |       | 57.510625, 16.464099 | 10084503360001 | Ladda upp en bild av detta fornminne      |
| Misterhult 336:2  | Stensättning |              | Misterhult, Småland |       | 57.510718, 16.464009 | 10084503360002 | Ladda upp en bild av detta fornminne      |
| Misterhult 336:3  | Stensättning |              | Misterhult, Småland |       | 57.510638, 16.463922 | 10084503360003 | Ladda upp en bild av detta fornminne      |
| Misterhult 339:1  | Stensättning |              | Misterhult, Småland |       | 57.491519, 16.376354 | 10084503390001 | Ladda upp en bild av detta fornminne      |
| Misterhult 340:1  | Stensättning |              | Misterhult, Småland |       | 57.339367, 16.501532 | 10084503400001 | Ladda upp en bild av detta fornminne      |
| Misterhult 340:2  | Stensättning |              | Misterhult, Småland |       | 57.339289, 16.501266 | 10084503400002 | Ladda upp en bild av detta fornminne      |
| Misterhult 340:3  | Stensättning |              | Misterhult, Småland |       | 57.339172, 16.501377 | 10084503400003 | Ladda upp en bild av detta fornminne      |
| Misterhult 341:1  | Stensättning |              | Misterhult, Småland |       | 57.338954, 16.500626 | 10084503410001 | Ladda upp en bild av detta fornminne      |
| Misterhult 344:1  | Stensättning |              | Misterhult, Småland |       | 57.449338, 16.701773 | 10084503440001 | Ladda upp en bild av detta fornminne      |
| Misterhult 363:1  | Stensättning |              | Misterhult, Småland |       | 57.412218, 16.672878 | 10084503630001 | Ladda upp en bild av detta fornminne      |
| Misterhult 378:1  | Stensättning |              | Misterhult, Småland |       | 57.414215, 16.655327 | 10084503780001 | Ladda upp en bild av detta fornminne      |
| Misterhult 381:1  | Stensättning |              | Misterhult, Småland |       | 57.410343, 16.661144 | 10084503810001 | Ladda upp en bild av detta fornminne      |
| Misterhult 388:1  | Stensättning |              | Misterhult, Småland |       | 57.394735, 16.600667 | 10084503880001 | Ladda upp en bild av detta fornminne      |
| Misterhult 402:1  | Stensättning |              | Misterhult, Småland |       | 57.443562, 16.455958 | 10084504020001 | Ladda upp en bild av detta fornminne      |
| Misterhult 402:2  | Stensättning |              | Misterhult, Småland |       | 57.443588, 16.456217 | 10084504020002 | Ladda upp en bild av detta fornminne      |
| Misterhult 402:3  | Stensättning |              | Misterhult, Småland |       | 57.443657, 16.456374 | 10084504020003 | Ladda upp en bild av detta fornminne      |
| Misterhult 403:1  | Stensättning |              | Misterhult, Småland |       | 57.443312, 16.455613 | 10084504030001 | Ladda upp en bild av detta fornminne      |
| Misterhult 403:2  | Stensättning |              | Misterhult, Småland |       | 57.443258, 16.455709 | 10084504030002 | Ladda upp en bild av detta fornminne      |
| Misterhult 403:3  | Stensättning |              | Misterhult, Småland |       | 57.443216, 16.455855 | 10084504030003 | Ladda upp en bild av detta fornminne      |
| Misterhult 403:4  | Stensättning |              | Misterhult, Småland |       | 57.443160, 16.455734 | 10084504030004 | Ladda upp en bild av detta fornminne      |
| Misterhult 403:6  | Stensättning |              | Misterhult, Småland |       | 57.442939, 16.456390 | 10084504030006 | Ladda upp en bild av detta fornminne      |
| Misterhult 405:2  | Stensättning |              | Misterhult, Småland |       | 57.439851, 16.513962 | 10084504050002 | Ladda upp en bild av detta fornminne      |
| Misterhult 405:3  | Stensättning |              | Misterhult, Småland |       | 57.439752, 16.514077 | 10084504050003 | Ladda upp en bild av detta fornminne      |
| Misterhult 405:4  | Stensättning |              | Misterhult, Småland |       | 57.439786, 16.514519 | 10084504050004 | Ladda upp en bild av detta fornminne      |
| Misterhult 406:1  | Stensättning |              | Misterhult, Småland |       | 57.439170, 16.514680 | 10084504060001 | Ladda upp en bild av detta fornminne      |
| Misterhult 406:2  | Stensättning |              | Misterhult, Småland |       | 57.439218, 16.514565 | 10084504060002 | Ladda upp en bild av detta fornminne      |
| Misterhult 406:3  | Stensättning |              | Misterhult, Småland |       | 57.439269, 16.514449 | 10084504060003 | Ladda upp en bild av detta fornminne      |
| Misterhult 406:4  | Stensättning |              | Misterhult, Småland |       | 57.439223, 16.514272 | 10084504060004 | Ladda upp en bild av detta fornminne      |
| Misterhult 408:1  | Stensättning |              | Misterhult, Småland |       | 57.435894, 16.656746 | 10084504080001 | Ladda upp en bild av detta fornminne      |
| Misterhult 409:2  | Stensättning |              | Misterhult, Småland |       | 57.432946, 16.534710 | 10084504090002 | Ladda upp en bild av detta fornminne      |
| Misterhult 412:1  | Stensättning |              | Misterhult, Småland |       | 57.427963, 16.564697 | 10084504120001 | Ladda upp en bild av detta fornminne      |
| Misterhult 412:2  | Stensättning |              | Misterhult, Småland |       | 57.427827, 16.564667 | 10084504120002 | Ladda upp en bild av detta fornminne      |
| Misterhult 412:3  | Stensättning |              | Misterhult, Småland |       | 57.427718, 16.564537 | 10084504120003 | Ladda upp en bild av detta fornminne      |
| Misterhult 412:4  | Stensättning |              | Misterhult, Småland |       | 57.427849, 16.564232 | 10084504120004 | Ladda upp en bild av detta fornminne      |
| Misterhult 414:1  | Stensättning |              | Misterhult, Småland |       | 57.429055, 16.467158 | 10084504140001 | Ladda upp en bild av detta fornminne      |
| Misterhult 416:2  | Stensättning |              | Misterhult, Småland |       | 57.426880, 16.552378 | 10084504160002 | Ladda upp en bild av detta fornminne      |
| Misterhult 417:2  | Stensättning |              | Misterhult, Småland |       | 57.428033, 16.554452 | 10084504170002 | Ladda upp en bild av detta fornminne      |
| Misterhult 421:1  | Stensättning |              | Misterhult, Småland |       | 57.424087, 16.644262 | 10084504210001 | Ladda upp en bild av detta fornminne      |
| Misterhult 421:2  | Stensättning |              | Misterhult, Småland |       | 57.423827, 16.644398 | 10084504210002 | Ladda upp en bild av detta fornminne      |
| Misterhult 422:2  | Stensättning |              | Misterhult, Småland |       | 57.428099, 16.469225 | 10084504220002 | Ladda upp en bild av detta fornminne      |
| Misterhult 422:3  | Stensättning |              | Misterhult, Småland |       | 57.428188, 16.469116 | 10084504220003 | Ladda upp en bild av detta fornminne      |
| Misterhult 422:4  | Stensättning |              | Misterhult, Småland |       | 57.428182, 16.468946 | 10084504220004 | Ladda upp en bild av detta fornminne      |
| Misterhult 426:1  | Stensättning |              | Misterhult, Småland |       | 57.425633, 16.609027 | 10084504260001 | Ladda upp en bild av detta fornminne      |
| Misterhult 427:1  | Stensättning |              | Misterhult, Småland |       | 57.423327, 16.602799 | 10084504270001 | Ladda upp en bild av detta fornminne      |
| Misterhult 428:1  | Stensättning |              | Misterhult, Småland |       | 57.419063, 16.605572 | 10084504280001 | Ladda upp en bild av detta fornminne      |
| Misterhult 428:2  | Stensättning |              | Misterhult, Småland |       | 57.418971, 16.605542 | 10084504280002 | Ladda upp en bild av detta fornminne      |
| Misterhult 428:3  | Stensättning |              | Misterhult, Småland |       | 57.418993, 16.605674 | 10084504280003 | Ladda upp en bild av detta fornminne      |
| Misterhult 430:1  | Stensättning |              | Misterhult, Småland |       | 57.425286, 16.556061 | 10084504300001 | Ladda upp en bild av detta fornminne      |
| Misterhult 430:2  | Stensättning |              | Misterhult, Småland |       | 57.425247, 16.556153 | 10084504300002 | Ladda upp en bild av detta fornminne      |
| Misterhult 430:3  | Stensättning |              | Misterhult, Småland |       | 57.425419, 16.555663 | 10084504300003 | Ladda upp en bild av detta fornminne      |
| Misterhult 430:4  | Stensättning |              | Misterhult, Småland |       | 57.425448, 16.555534 | 10084504300004 | Ladda upp en bild av detta fornminne      |
| Misterhult 430:5  | Stensättning |              | Misterhult, Småland |       | 57.425558, 16.554937 | 10084504300005 | Ladda upp en bild av detta fornminne      |
| Misterhult 431:1  | Stensättning |              | Misterhult, Småland |       | 57.425006, 16.549697 | 10084504310001 | Ladda upp en bild av detta fornminne      |
| Misterhult 432:1  | Stensättning |              | Misterhult, Småland |       | 57.425394, 16.559138 | 10084504320001 | Ladda upp en bild av detta fornminne      |
| Misterhult 434:2  | Stensättning |              | Misterhult, Småland |       | 57.424635, 16.558480 | 10084504340002 | Ladda upp en bild av detta fornminne      |
| Misterhult 435:2  | Stensättning |              | Misterhult, Småland |       | 57.422387, 16.644383 | 10084504350002 | Ladda upp en bild av detta fornminne      |
| Misterhult 436:1  | Stensättning |              | Misterhult, Småland |       | 57.422573, 16.554417 | 10084504360001 | Ladda upp en bild av detta fornminne      |
| Misterhult 436:2  | Stensättning |              | Misterhult, Småland |       | 57.422383, 16.554240 | 10084504360002 | Ladda upp en bild av detta fornminne      |
| Misterhult 443:1  | Stensättning |              | Misterhult, Småland |       | 57.421301, 16.627266 | 10084504430001 | Ladda upp en bild av detta fornminne      |
| Misterhult 443:2  | Stensättning |              | Misterhult, Småland |       | 57.421364, 16.627153 | 10084504430002 | Ladda upp en bild av detta fornminne      |
| Misterhult 443:3  | Stensättning |              | Misterhult, Småland |       | 57.421446, 16.627141 | 10084504430003 | Ladda upp en bild av detta fornminne      |
| Misterhult 445:1  | Stensättning |              | Misterhult, Småland |       | 57.411079, 16.584099 | 10084504450001 | Ladda upp en bild av detta fornminne      |
| Misterhult 449:1  | Stensättning |              | Misterhult, Småland |       | 57.407696, 16.587701 | 10084504490001 | Ladda upp en bild av detta fornminne      |
| Misterhult 450:1  | Stensättning |              | Misterhult, Småland |       | 57.403828, 16.620396 | 10084504500001 | Ladda upp en bild av detta fornminne      |
| Misterhult 451:1  | Stensättning |              | Misterhult, Småland |       | 57.405194, 16.603522 | 10084504510001 | Ladda upp en bild av detta fornminne      |
| Misterhult 452:1  | Stensättning |              | Misterhult, Småland |       | 57.402877, 16.655130 | 10084504520001 | Ladda upp en bild av detta fornminne      |
| Misterhult 458:1  | Stensättning |              | Misterhult, Småland |       | 57.371368, 16.501573 | 10084504580001 | Ladda upp en bild av detta fornminne      |
| Misterhult 458:2  | Stensättning |              | Misterhult, Småland |       | 57.371486, 16.501742 | 10084504580002 | Ladda upp en bild av detta fornminne      |
| Misterhult 458:3  | Stensättning |              | Misterhult, Småland |       | 57.371413, 16.501898 | 10084504580003 | Ladda upp en bild av detta fornminne      |
| Misterhult 461:1  | Stensättning |              | Misterhult, Småland |       | 57.420170, 16.625668 | 10084504610001 | Ladda upp en bild av detta fornminne      |
| Misterhult 461:2  | Stensättning |              | Misterhult, Småland |       | 57.419805, 16.625659 | 10084504610002 | Ladda upp en bild av detta fornminne      |
| Misterhult 466:2  | Stensättning |              | Misterhult, Småland |       | 57.370042, 16.558882 | 10084504660002 | Ladda upp en bild av detta fornminne      |
| Misterhult 466:3  | Stensättning |              | Misterhult, Småland |       | 57.370011, 16.558823 | 10084504660003 | Ladda upp en bild av detta fornminne      |
| Misterhult 467:1  | Stensättning |              | Misterhult, Småland |       | 57.425410, 16.557840 | 10084504670001 | Ladda upp en bild av detta fornminne      |
| Misterhult 467:2  | Stensättning |              | Misterhult, Småland |       | 57.425353, 16.557724 | 10084504670002 | Ladda upp en bild av detta fornminne      |
| Misterhult 467:3  | Stensättning |              | Misterhult, Småland |       | 57.425287, 16.557657 | 10084504670003 | Ladda upp en bild av detta fornminne      |
| Misterhult 468:1  | Stensättning |              | Misterhult, Småland |       | 57.423085, 16.539900 | 10084504680001 | Ladda upp en bild av detta fornminne      |
| Misterhult 470:1  | Stensättning |              | Misterhult, Småland |       | 57.421036, 16.540750 | 10084504700001 | Ladda upp en bild av detta fornminne      |
| Misterhult 472:1  | Stensättning |              | Misterhult, Småland |       | 57.411420, 16.648450 | 10084504720001 | Ladda upp en bild av detta fornminne      |
| Misterhult 477:1  | Stensättning |              | Misterhult, Småland |       | 57.420501, 16.683234 | 10084504770001 | Ladda upp en bild av detta fornminne      |
| Misterhult 482:1  | Stensättning |              | Misterhult, Småland |       | 57.436546, 16.513322 | 10084504820001 | Ladda upp en bild av detta fornminne      |
| Misterhult 482:2  | Stensättning |              | Misterhult, Småland |       | 57.436621, 16.513310 | 10084504820002 | Ladda upp en bild av detta fornminne      |
| Misterhult 482:3  | Stensättning |              | Misterhult, Småland |       | 57.436648, 16.513466 | 10084504820003 | Ladda upp en bild av detta fornminne      |
| Misterhult 483:1  | Stensättning |              | Misterhult, Småland |       | 57.439086, 16.509467 | 10084504830001 | Ladda upp en bild av detta fornminne      |
| Misterhult 483:2  | Stensättning |              | Misterhult, Småland |       | 57.438724, 16.509104 | 10084504830002 | Ladda upp en bild av detta fornminne      |
| Misterhult 485:1  | Stensättning |              | Misterhult, Småland |       | 57.428536, 16.536695 | 10084504850001 | Ladda upp en bild av detta fornminne      |
| Misterhult 486:2  | Stensättning |              | Misterhult, Småland |       | 57.419312, 16.536343 | 10084504860002 | Ladda upp en bild av detta fornminne      |
| Misterhult 486:3  | Stensättning |              | Misterhult, Småland |       | 57.419689, 16.535864 | 10084504860003 | Ladda upp en bild av detta fornminne      |
| Misterhult 487:2  | Stensättning |              | Misterhult, Småland |       | 57.418555, 16.543735 | 10084504870002 | Ladda upp en bild av detta fornminne      |
| Misterhult 488:1  | Stensättning |              | Misterhult, Småland |       | 57.420320, 16.544774 | 10084504880001 | Ladda upp en bild av detta fornminne      |
| Misterhult 488:2  | Stensättning |              | Misterhult, Småland |       | 57.420233, 16.544706 | 10084504880002 | Ladda upp en bild av detta fornminne      |
| Misterhult 492:1  | Stensättning |              | Misterhult, Småland |       | 57.365713, 16.474114 | 10084504920001 | Ladda upp en bild av detta fornminne      |
| Misterhult 492:2  | Stensättning |              | Misterhult, Småland |       | 57.365629, 16.474222 | 10084504920002 | Ladda upp en bild av detta fornminne      |
| Misterhult 493:2  | Stensättning |              | Misterhult, Småland |       | 57.373806, 16.502048 | 10084504930002 | Ladda upp en bild av detta fornminne      |
| Misterhult 493:3  | Stensättning |              | Misterhult, Småland |       | 57.373804, 16.501872 | 10084504930003 | Ladda upp en bild av detta fornminne      |
| Misterhult 494:1  | Stensättning |              | Misterhult, Småland |       | 57.380269, 16.507851 | 10084504940001 | Ladda upp en bild av detta fornminne      |
| Misterhult 495:1  | Stensättning |              | Misterhult, Småland |       | 57.379551, 16.517592 | 10084504950001 | Ladda upp en bild av detta fornminne      |
| Misterhult 497:1  | Stensättning |              | Misterhult, Småland |       | 57.438499, 16.593406 | 10084504970001 | Ladda upp en bild av detta fornminne      |
| Misterhult 497:2  | Stensättning |              | Misterhult, Småland |       | 57.438600, 16.593310 | 10084504970002 | Ladda upp en bild av detta fornminne      |
| Misterhult 497:3  | Stensättning |              | Misterhult, Småland |       | 57.438446, 16.593469 | 10084504970003 | Ladda upp en bild av detta fornminne      |
| Misterhult 497:4  | Stensättning |              | Misterhult, Småland |       | 57.438507, 16.593257 | 10084504970004 | Ladda upp en bild av detta fornminne      |
| Misterhult 498:1  | Stensättning |              | Misterhult, Småland |       | 57.426985, 16.601273 | 10084504980001 | Ladda upp en bild av detta fornminne      |
| Misterhult 498:2  | Stensättning |              | Misterhult, Småland |       | 57.427087, 16.601280 | 10084504980002 | Ladda upp en bild av detta fornminne      |
| Misterhult 499:1  | Stensättning |              | Misterhult, Småland |       | 57.433911, 16.598373 | 10084504990001 | Ladda upp en bild av detta fornminne      |
| Misterhult 499:2  | Stensättning |              | Misterhult, Småland |       | 57.433884, 16.598506 | 10084504990002 | Ladda upp en bild av detta fornminne      |
| Misterhult 499:3  | Stensättning |              | Misterhult, Småland |       | 57.433959, 16.598490 | 10084504990003 | Ladda upp en bild av detta fornminne      |
| Misterhult 500:1  | Stensättning |              | Misterhult, Småland |       | 57.434305, 16.594518 | 10084505000001 | Ladda upp en bild av detta fornminne      |
| Misterhult 501:2  | Stensättning |              | Misterhult, Småland |       | 57.434237, 16.593615 | 10084505010002 | Ladda upp en bild av detta fornminne      |
| Misterhult 502:1  | Stensättning |              | Misterhult, Småland |       | 57.424134, 16.466209 | 10084505020001 | Ladda upp en bild av detta fornminne      |
| Misterhult 502:2  | Stensättning |              | Misterhult, Småland |       | 57.424062, 16.466318 | 10084505020002 | Ladda upp en bild av detta fornminne      |
| Misterhult 503:1  | Stensättning |              | Misterhult, Småland |       | 57.420551, 16.546132 | 10084505030001 | Ladda upp en bild av detta fornminne      |
| Misterhult 503:2  | Stensättning |              | Misterhult, Småland |       | 57.420482, 16.545882 | 10084505030002 | Ladda upp en bild av detta fornminne      |
| Misterhult 505:1  | Stensättning |              | Misterhult, Småland |       | 57.421679, 16.549319 | 10084505050001 | Ladda upp en bild av detta fornminne      |
| Misterhult 506:1  | Stensättning |              | Misterhult, Småland |       | 57.423036, 16.547324 | 10084505060001 | Ladda upp en bild av detta fornminne      |
| Misterhult 507:1  | Stensättning |              | Misterhult, Småland |       | 57.423287, 16.545999 | 10084505070001 | Ladda upp en bild av detta fornminne      |
| Misterhult 509:1  | Stensättning |              | Misterhult, Småland |       | 57.468538, 16.551853 | 10084505090001 | Ladda upp en bild av detta fornminne      |
| Misterhult 509:2  | Stensättning |              | Misterhult, Småland |       | 57.468478, 16.551935 | 10084505090002 | Ladda upp en bild av detta fornminne      |
| Misterhult 510:1  | Stensättning |              | Misterhult, Småland |       | 57.471739, 16.546525 | 10084505100001 | Ladda upp en bild av detta fornminne      |
| Misterhult 511:1  | Stensättning |              | Misterhult, Småland |       | 57.473510, 16.542405 | 10084505110001 | Ladda upp en bild av detta fornminne      |
| Misterhult 511:2  | Stensättning |              | Misterhult, Småland |       | 57.473607, 16.542876 | 10084505110002 | Ladda upp en bild av detta fornminne      |
| Misterhult 514:1  | Stensättning |              | Misterhult, Småland |       | 57.470000, 16.543458 | 10084505140001 | Ladda upp en bild av detta fornminne      |
| Misterhult 514:2  | Stensättning |              | Misterhult, Småland |       | 57.470234, 16.543758 | 10084505140002 | Ladda upp en bild av detta fornminne      |
| Misterhult 514:3  | Stensättning |              | Misterhult, Småland |       | 57.470344, 16.543727 | 10084505140003 | Ladda upp en bild av detta fornminne      |
| Misterhult 516:1  | Stensättning |              | Misterhult, Småland |       | 57.415215, 16.560049 | 10084505160001 | Ladda upp en bild av detta fornminne      |
| Misterhult 517:1  | Stensättning |              | Misterhult, Småland |       | 57.415001, 16.559683 | 10084505170001 | Ladda upp en bild av detta fornminne      |
| Misterhult 518:1  | Stensättning |              | Misterhult, Småland |       | 57.417427, 16.555389 | 10084505180001 | Ladda upp en bild av detta fornminne      |
| Misterhult 518:2  | Stensättning |              | Misterhult, Småland |       | 57.417328, 16.555880 | 10084505180002 | Ladda upp en bild av detta fornminne      |
| Misterhult 519:1  | Stensättning |              | Misterhult, Småland |       | 57.417584, 16.554640 | 10084505190001 | Ladda upp en bild av detta fornminne      |
| Misterhult 520:1  | Stensättning |              | Misterhult, Småland |       | 57.418699, 16.547383 | 10084505200001 | Ladda upp en bild av detta fornminne      |
| Misterhult 520:2  | Stensättning |              | Misterhult, Småland |       | 57.418624, 16.547604 | 10084505200002 | Ladda upp en bild av detta fornminne      |
| Misterhult 522:1  | Stensättning |              | Misterhult, Småland |       | 57.416203, 16.563319 | 10084505220001 | Ladda upp en bild av detta fornminne      |
| Misterhult 524:1  | Stensättning |              | Misterhult, Småland |       | 57.445287, 16.556985 | 10084505240001 | Ladda upp en bild av detta fornminne      |
| Misterhult 525:1  | Stensättning |              | Misterhult, Småland |       | 57.444995, 16.556867 | 10084505250001 | Ladda upp en bild av detta fornminne      |
| Misterhult 526:1  | Stensättning |              | Misterhult, Småland |       | 57.439744, 16.581880 | 10084505260001 | Ladda upp en bild av detta fornminne      |
| Misterhult 527:1  | Stensättning |              | Misterhult, Småland |       | 57.431181, 16.557778 | 10084505270001 | Ladda upp en bild av detta fornminne      |
| Misterhult 527:2  | Stensättning |              | Misterhult, Småland |       | 57.431129, 16.557638 | 10084505270002 | Ladda upp en bild av detta fornminne      |
| Misterhult 527:3  | Stensättning |              | Misterhult, Småland |       | 57.431143, 16.557900 | 10084505270003 | Ladda upp en bild av detta fornminne      |
| Misterhult 528:1  | Stensättning |              | Misterhult, Småland |       | 57.422420, 16.580281 | 10084505280001 | Ladda upp en bild av detta fornminne      |
| Misterhult 529:1  | Stensättning |              | Misterhult, Småland |       | 57.427150, 16.566488 | 10084505290001 | Ladda upp en bild av detta fornminne      |
| Misterhult 529:2  | Stensättning |              | Misterhult, Småland |       | 57.427325, 16.566702 | 10084505290002 | Ladda upp en bild av detta fornminne      |
| Misterhult 529:3  | Stensättning |              | Misterhult, Småland |       | 57.427331, 16.567502 | 10084505290003 | Ladda upp en bild av detta fornminne      |
| Misterhult 530:1  | Stensättning |              | Misterhult, Småland |       | 57.425966, 16.601761 | 10084505300001 | Ladda upp en bild av detta fornminne      |
| Misterhult 530:2  | Stensättning |              | Misterhult, Småland |       | 57.426032, 16.601672 | 10084505300002 | Ladda upp en bild av detta fornminne      |
| Misterhult 530:3  | Stensättning |              | Misterhult, Småland |       | 57.426093, 16.601772 | 10084505300003 | Ladda upp en bild av detta fornminne      |
| Misterhult 531:1  | Stensättning |              | Misterhult, Småland |       | 57.414231, 16.610222 | 10084505310001 | Ladda upp en bild av detta fornminne      |
| Misterhult 531:2  | Stensättning |              | Misterhult, Småland |       | 57.414153, 16.610231 | 10084505310002 | Ladda upp en bild av detta fornminne      |
| Misterhult 531:3  | Stensättning |              | Misterhult, Småland |       | 57.414312, 16.610219 | 10084505310003 | Ladda upp en bild av detta fornminne      |
| Misterhult 532:1  | Stensättning |              | Misterhult, Småland |       | 57.400178, 16.615661 | 10084505320001 | Ladda upp en bild av detta fornminne      |
| Misterhult 532:2  | Stensättning |              | Misterhult, Småland |       | 57.400116, 16.615487 | 10084505320002 | Ladda upp en bild av detta fornminne      |
| Misterhult 534:1  | Stensättning |              | Misterhult, Småland |       | 57.465191, 16.481401 | 10084505340001 | Ladda upp en bild av detta fornminne      |
| Misterhult 535:2  | Stensättning |              | Misterhult, Småland |       | 57.468582, 16.481884 | 10084505350002 | Ladda upp en bild av detta fornminne      |
| Misterhult 535:3  | Stensättning |              | Misterhult, Småland |       | 57.468512, 16.481926 | 10084505350003 | Ladda upp en bild av detta fornminne      |
| Misterhult 535:4  | Stensättning |              | Misterhult, Småland |       | 57.468427, 16.481941 | 10084505350004 | Ladda upp en bild av detta fornminne      |
| Misterhult 536:1  | Stensättning |              | Misterhult, Småland |       | 57.468133, 16.482215 | 10084505360001 | Ladda upp en bild av detta fornminne      |
| Misterhult 536:2  | Stensättning |              | Misterhult, Småland |       | 57.468014, 16.482047 | 10084505360002 | Ladda upp en bild av detta fornminne      |
| Misterhult 537:1  | Stensättning |              | Misterhult, Småland |       | 57.469601, 16.480272 | 10084505370001 | Ladda upp en bild av detta fornminne      |
| Misterhult 537:2  | Stensättning |              | Misterhult, Småland |       | 57.469685, 16.480274 | 10084505370002 | Ladda upp en bild av detta fornminne      |
| Misterhult 537:3  | Stensättning |              | Misterhult, Småland |       | 57.469598, 16.480462 | 10084505370003 | Ladda upp en bild av detta fornminne      |
| Misterhult 537:4  | Stensättning |              | Misterhult, Småland |       | 57.469689, 16.480633 | 10084505370004 | Ladda upp en bild av detta fornminne      |
| Misterhult 538:1  | Stensättning |              | Misterhult, Småland |       | 57.465745, 16.488108 | 10084505380001 | Ladda upp en bild av detta fornminne      |
| Misterhult 539:1  | Stensättning |              | Misterhult, Småland |       | 57.466267, 16.485504 | 10084505390001 | Ladda upp en bild av detta fornminne      |
| Misterhult 540:1  | Stensättning |              | Misterhult, Småland |       | 57.478132, 16.473036 | 10084505400001 | Ladda upp en bild av detta fornminne      |
| Misterhult 540:2  | Stensättning |              | Misterhult, Småland |       | 57.478035, 16.473034 | 10084505400002 | Ladda upp en bild av detta fornminne      |
| Misterhult 541:1  | Stensättning |              | Misterhult, Småland |       | 57.483632, 16.508071 | 10084505410001 | Ladda upp en bild av detta fornminne      |
| Misterhult 541:2  | Stensättning |              | Misterhult, Småland |       | 57.483540, 16.507893 | 10084505410002 | Ladda upp en bild av detta fornminne      |
| Misterhult 542:1  | Stensättning |              | Misterhult, Småland |       | 57.481254, 16.506982 | 10084505420001 | Ladda upp en bild av detta fornminne      |
| Misterhult 542:2  | Stensättning |              | Misterhult, Småland |       | 57.481274, 16.507278 | 10084505420002 | Ladda upp en bild av detta fornminne      |
| Misterhult 543:2  | Stensättning |              | Misterhult, Småland |       | 57.444051, 16.456188 | 10084505430002 | Ladda upp en bild av detta fornminne      |
| Misterhult 543:3  | Stensättning |              | Misterhult, Småland |       | 57.443989, 16.456118 | 10084505430003 | Ladda upp en bild av detta fornminne      |
| Misterhult 543:4  | Stensättning |              | Misterhult, Småland |       | 57.444258, 16.456533 | 10084505430004 | Ladda upp en bild av detta fornminne      |
| Misterhult 543:5  | Stensättning |              | Misterhult, Småland |       | 57.444246, 16.456772 | 10084505430005 | Ladda upp en bild av detta fornminne      |
| Misterhult 544:2  | Stensättning |              | Misterhult, Småland |       | 57.443942, 16.457450 | 10084505440002 | Ladda upp en bild av detta fornminne      |
| Misterhult 546:1  | Stensättning |              | Misterhult, Småland |       | 57.444525, 16.457765 | 10084505460001 | Ladda upp en bild av detta fornminne      |
| Misterhult 546:2  | Stensättning |              | Misterhult, Småland |       | 57.444582, 16.457642 | 10084505460002 | Ladda upp en bild av detta fornminne      |
| Misterhult 546:3  | Stensättning |              | Misterhult, Småland |       | 57.444805, 16.457315 | 10084505460003 | Ladda upp en bild av detta fornminne      |
| Misterhult 546:4  | Stensättning |              | Misterhult, Småland |       | 57.444860, 16.456990 | 10084505460004 | Ladda upp en bild av detta fornminne      |
| Misterhult 546:5  | Stensättning |              | Misterhult, Småland |       | 57.445020, 16.457351 | 10084505460005 | Ladda upp en bild av detta fornminne      |
| Misterhult 549:1  | Stensättning |              | Misterhult, Småland |       | 57.443864, 16.453495 | 10084505490001 | Ladda upp en bild av detta fornminne      |
| Misterhult 549:2  | Stensättning |              | Misterhult, Småland |       | 57.443844, 16.453687 | 10084505490002 | Ladda upp en bild av detta fornminne      |
| Misterhult 549:3  | Stensättning |              | Misterhult, Småland |       | 57.443787, 16.453570 | 10084505490003 | Ladda upp en bild av detta fornminne      |
| Misterhult 550:1  | Stensättning |              | Misterhult, Småland |       | 57.443318, 16.453021 | 10084505500001 | Ladda upp en bild av detta fornminne      |
| Misterhult 551:2  | Stensättning |              | Misterhult, Småland |       | 57.429822, 16.466953 | 10084505510002 | Ladda upp en bild av detta fornminne      |
| Misterhult 551:3  | Stensättning |              | Misterhult, Småland |       | 57.429895, 16.467093 | 10084505510003 | Ladda upp en bild av detta fornminne      |
| Misterhult 552:1  | Stensättning |              | Misterhult, Småland |       | 57.429476, 16.465345 | 10084505520001 | Ladda upp en bild av detta fornminne      |
| Misterhult 552:2  | Stensättning |              | Misterhult, Småland |       | 57.429412, 16.465244 | 10084505520002 | Ladda upp en bild av detta fornminne      |
| Misterhult 554:1  | Stensättning |              | Misterhult, Småland |       | 57.428436, 16.465959 | 10084505540001 | Ladda upp en bild av detta fornminne      |
| Misterhult 558:1  | Stensättning |              | Misterhult, Småland |       | 57.373344, 16.500802 | 10084505580001 | Ladda upp en bild av detta fornminne      |
| Misterhult 559:1  | Stensättning |              | Misterhult, Småland |       | 57.374605, 16.502529 | 10084505590001 | Ladda upp en bild av detta fornminne      |
| Misterhult 559:2  | Stensättning |              | Misterhult, Småland |       | 57.374521, 16.502874 | 10084505590002 | Ladda upp en bild av detta fornminne      |
| Misterhult 559:3  | Stensättning |              | Misterhult, Småland |       | 57.374981, 16.501864 | 10084505590003 | Ladda upp en bild av detta fornminne      |
| Misterhult 560:1  | Stensättning |              | Misterhult, Småland |       | 57.454350, 16.526600 | 10084505600001 | Ladda upp en bild av detta fornminne      |
| Misterhult 561:1  | Stensättning |              | Misterhult, Småland |       | 57.439661, 16.504210 | 10084505610001 | Ladda upp en bild av detta fornminne      |
| Misterhult 561:2  | Stensättning |              | Misterhult, Småland |       | 57.439623, 16.504369 | 10084505610002 | Ladda upp en bild av detta fornminne      |
| Misterhult 562:1  | Stensättning |              | Misterhult, Småland |       | 57.439035, 16.505162 | 10084505620001 | Ladda upp en bild av detta fornminne      |
| Misterhult 563:1  | Stensättning |              | Misterhult, Småland |       | 57.439311, 16.504458 | 10084505630001 | Ladda upp en bild av detta fornminne      |
| Misterhult 564:2  | Stensättning |              | Misterhult, Småland |       | 57.475725, 16.523229 | 10084505640002 | Ladda upp en bild av detta fornminne      |
| Misterhult 564:3  | Stensättning |              | Misterhult, Småland |       | 57.475756, 16.523399 | 10084505640003 | Ladda upp en bild av detta fornminne      |
| Misterhult 566:1  | Stensättning |              | Misterhult, Småland |       | 57.435657, 16.653259 | 10084505660001 | Ladda upp en bild av detta fornminne      |
| Misterhult 567:4  | Stensättning |              | Misterhult, Småland |       | 57.423799, 16.555432 | 10084505670004 | Ladda upp en bild av detta fornminne      |
| Misterhult 569:1  | Stensättning |              | Misterhult, Småland |       | 57.427313, 16.565062 | 10084505690001 | Ladda upp en bild av detta fornminne      |
| Misterhult 570:1  | Stensättning |              | Misterhult, Småland |       | 57.457017, 16.680123 | 10084505700001 | Ladda upp en bild av detta fornminne      |
| Misterhult 575:1  | Stensättning |              | Misterhult, Småland |       | 57.569821, 16.528089 | 10084505750001 | Ladda upp en bild av detta fornminne      |
| Misterhult 595:1  | Stensättning |              | Misterhult, Småland |       | 57.512346, 16.648480 | 10084505950001 | Ladda upp en bild av detta fornminne      |
| Misterhult 596:1  | Stensättning |              | Misterhult, Småland |       | 57.511882, 16.658715 | 10084505960001 | Ladda upp en bild av detta fornminne      |
| Misterhult 598:1  | Stensättning |              | Misterhult, Småland |       | 57.500949, 16.662509 | 10084505980001 | Ladda upp en bild av detta fornminne      |
| Misterhult 600:1  | Stensättning |              | Misterhult, Småland |       | 57.489997, 16.665504 | 10084506000001 | Ladda upp en bild av detta fornminne      |
| Misterhult 603:1  | Stensättning |              | Misterhult, Småland |       | 57.492242, 16.693747 | 10084506030001 | Ladda upp en bild av detta fornminne      |
| Misterhult 608:1  | Stensättning |              | Misterhult, Småland |       | 57.488272, 16.690413 | 10084506080001 | Ladda upp en bild av detta fornminne      |
| Misterhult 608:2  | Stensättning |              | Misterhult, Småland |       | 57.488372, 16.690414 | 10084506080002 | Ladda upp en bild av detta fornminne      |
| Misterhult 626:1  | Stensättning |              | Misterhult, Småland |       | 57.423841, 16.639648 | 10084506260001 | Ladda upp en bild av detta fornminne      |
| Misterhult 628:1  | Stensättning |              | Misterhult, Småland |       | 57.434874, 16.640605 | 10084506280001 | Ladda upp en bild av detta fornminne      |
| Misterhult 631:2  | Stensättning |              | Misterhult, Småland |       | 57.423925, 16.662303 | 10084506310002 | Ladda upp en bild av detta fornminne      |
| Misterhult 633:1  | Stensättning |              | Misterhult, Småland |       | 57.413266, 16.658495 | 10084506330001 | Ladda upp en bild av detta fornminne      |
| Misterhult 633:2  | Stensättning |              | Misterhult, Småland |       | 57.413210, 16.658583 | 10084506330002 | Ladda upp en bild av detta fornminne      |
| Misterhult 639:1  | Stensättning |              | Misterhult, Småland |       | 57.418112, 16.680998 | 10084506390001 | Ladda upp en bild av detta fornminne      |
| Misterhult 640:1  | Stensättning |              | Misterhult, Småland |       | 57.397744, 16.564491 | 10084506400001 | Ladda upp en bild av detta fornminne      |
| Misterhult 641:1  | Stensättning |              | Misterhult, Småland |       | 57.405416, 16.571798 | 10084506410001 | Ladda upp en bild av detta fornminne      |
| Misterhult 641:2  | Stensättning |              | Misterhult, Småland |       | 57.405446, 16.571971 | 10084506410002 | Ladda upp en bild av detta fornminne      |
| Misterhult 643:1  | Stensättning |              | Misterhult, Småland |       | 57.403172, 16.570027 | 10084506430001 | Ladda upp en bild av detta fornminne      |
| Misterhult 645:1  | Stensättning |              | Misterhult, Småland |       | 57.407093, 16.581935 | 10084506450001 | Ladda upp en bild av detta fornminne      |
| Misterhult 646:1  | Stensättning |              | Misterhult, Småland |       | 57.407574, 16.577640 | 10084506460001 | Ladda upp en bild av detta fornminne      |
| Misterhult 649:1  | Stensättning |              | Misterhult, Småland |       | 57.406585, 16.585636 | 10084506490001 | Ladda upp en bild av detta fornminne      |
| Misterhult 650:1  | Stensättning |              | Misterhult, Småland |       | 57.406537, 16.586670 | 10084506500001 | Ladda upp en bild av detta fornminne      |
| Misterhult 651:1  | Stensättning |              | Misterhult, Småland |       | 57.404446, 16.574982 | 10084506510001 | Ladda upp en bild av detta fornminne      |
| Misterhult 652:1  | Stensättning |              | Misterhult, Småland |       | 57.403020, 16.572015 | 10084506520001 | Ladda upp en bild av detta fornminne      |
| Misterhult 653:1  | Stensättning |              | Misterhult, Småland |       | 57.403141, 16.588256 | 10084506530001 | Ladda upp en bild av detta fornminne      |
| Misterhult 653:2  | Stensättning |              | Misterhult, Småland |       | 57.403131, 16.588418 | 10084506530002 | Ladda upp en bild av detta fornminne      |
| Misterhult 653:3  | Stensättning |              | Misterhult, Småland |       | 57.403062, 16.588327 | 10084506530003 | Ladda upp en bild av detta fornminne      |
| Misterhult 655:1  | Stensättning |              | Misterhult, Småland |       | 57.401343, 16.592893 | 10084506550001 | Ladda upp en bild av detta fornminne      |
| Misterhult 656:1  | Stensättning |              | Misterhult, Småland |       | 57.406009, 16.588059 | 10084506560001 | Ladda upp en bild av detta fornminne      |
| Misterhult 657:1  | Stensättning |              | Misterhult, Småland |       | 57.406411, 16.597364 | 10084506570001 | Ladda upp en bild av detta fornminne      |
| Misterhult 658:1  | Stensättning |              | Misterhult, Småland |       | 57.404820, 16.597057 | 10084506580001 | Ladda upp en bild av detta fornminne      |
| Misterhult 660:1  | Stensättning |              | Misterhult, Småland |       | 57.402878, 16.613813 | 10084506600001 | Ladda upp en bild av detta fornminne      |
| Misterhult 661:1  | Stensättning |              | Misterhult, Småland |       | 57.398942, 16.604525 | 10084506610001 | Ladda upp en bild av detta fornminne      |
| Misterhult 662:1  | Stensättning |              | Misterhult, Småland |       | 57.394041, 16.589059 | 10084506620001 | Ladda upp en bild av detta fornminne      |
| Misterhult 662:2  | Stensättning |              | Misterhult, Småland |       | 57.393946, 16.588892 | 10084506620002 | Ladda upp en bild av detta fornminne      |
| Misterhult 663:1  | Stensättning |              | Misterhult, Småland |       | 57.391450, 16.583891 | 10084506630001 | Ladda upp en bild av detta fornminne      |
| Misterhult 676:1  | Stensättning |              | Misterhult, Småland |       | 57.390104, 16.586247 | 10084506760001 | Ladda upp en bild av detta fornminne      |
| Misterhult 676:2  | Stensättning |              | Misterhult, Småland |       | 57.390283, 16.586312 | 10084506760002 | Ladda upp en bild av detta fornminne      |
| Misterhult 677:1  | Stensättning |              | Misterhult, Småland |       | 57.390602, 16.579955 | 10084506770001 | Ladda upp en bild av detta fornminne      |
| Misterhult 680:1  | Stensättning |              | Misterhult, Småland |       | 57.390370, 16.568661 | 10084506800001 | Ladda upp en bild av detta fornminne      |
| Misterhult 701:1  | Stensättning |              | Misterhult, Småland |       | 57.364924, 16.489316 | 10084507010001 | Ladda upp en bild av detta fornminne      |
| Misterhult 702:1  | Stensättning |              | Misterhult, Småland |       | 57.375737, 16.480234 | 10084507020001 | Ladda upp en bild av detta fornminne      |
| Misterhult 703:1  | Stensättning |              | Misterhult, Småland |       | 57.377875, 16.510316 | 10084507030001 | Ladda upp en bild av detta fornminne      |
| Misterhult 704:1  | Stensättning |              | Misterhult, Småland |       | 57.379450, 16.525928 | 10084507040001 | Ladda upp en bild av detta fornminne      |
| Misterhult 705:1  | Stensättning |              | Misterhult, Småland |       | 57.375193, 16.481244 | 10084507050001 | Ladda upp en bild av detta fornminne      |
| Misterhult 706:1  | Stensättning |              | Misterhult, Småland |       | 57.381346, 16.504630 | 10084507060001 | Ladda upp en bild av detta fornminne      |
| Misterhult 707:1  | Stensättning |              | Misterhult, Småland |       | 57.381847, 16.506000 | 10084507070001 | Ladda upp en bild av detta fornminne      |
| Misterhult 707:2  | Stensättning |              | Misterhult, Småland |       | 57.381930, 16.505921 | 10084507070002 | Ladda upp en bild av detta fornminne      |
| Misterhult 710:1  | Stensättning |              | Misterhult, Småland |       | 57.388116, 16.478801 | 10084507100001 | Ladda upp en bild av detta fornminne      |
| Misterhult 710:2  | Stensättning |              | Misterhult, Småland |       | 57.387978, 16.478624 | 10084507100002 | Ladda upp en bild av detta fornminne      |
| Misterhult 710:3  | Stensättning |              | Misterhult, Småland |       | 57.387802, 16.478451 | 10084507100003 | Ladda upp en bild av detta fornminne      |
| Misterhult 710:4  | Stensättning |              | Misterhult, Småland |       | 57.387315, 16.478137 | 10084507100004 | Ladda upp en bild av detta fornminne      |
| Misterhult 714:1  | Stensättning |              | Misterhult, Småland |       | 57.376480, 16.472966 | 10084507140001 | Ladda upp en bild av detta fornminne      |
| Misterhult 714:2  | Stensättning |              | Misterhult, Småland |       | 57.376661, 16.472718 | 10084507140002 | Ladda upp en bild av detta fornminne      |
| Misterhult 715:1  | Stensättning |              | Misterhult, Småland |       | 57.372119, 16.471059 | 10084507150001 | Ladda upp en bild av detta fornminne      |
| Misterhult 715:2  | Stensättning |              | Misterhult, Småland |       | 57.371966, 16.471629 | 10084507150002 | Ladda upp en bild av detta fornminne      |
| Misterhult 719:1  | Stensättning |              | Misterhult, Småland |       | 57.439074, 16.479008 | 10084507190001 | Ladda upp en bild av detta fornminne      |
| Misterhult 720:1  | Stensättning |              | Misterhult, Småland |       | 57.441427, 16.478925 | 10084507200001 | Ladda upp en bild av detta fornminne      |
| Misterhult 721:1  | Stensättning |              | Misterhult, Småland |       | 57.441676, 16.513519 | 10084507210001 | Ladda upp en bild av detta fornminne      |
| Misterhult 721:2  | Stensättning |              | Misterhult, Småland |       | 57.441723, 16.513384 | 10084507210002 | Ladda upp en bild av detta fornminne      |
| Misterhult 722:1  | Stensättning |              | Misterhult, Småland |       | 57.434024, 16.518687 | 10084507220001 | Ladda upp en bild av detta fornminne      |
| Misterhult 723:1  | Stensättning |              | Misterhult, Småland |       | 57.428982, 16.530635 | 10084507230001 | Ladda upp en bild av detta fornminne      |
| Misterhult 724:1  | Stensättning |              | Misterhult, Småland |       | 57.438554, 16.523225 | 10084507240001 | Ladda upp en bild av detta fornminne      |
| Misterhult 725:1  | Stensättning |              | Misterhult, Småland |       | 57.438795, 16.521262 | 10084507250001 | Ladda upp en bild av detta fornminne      |
| Misterhult 726:1  | Stensättning |              | Misterhult, Småland |       | 57.433132, 16.532541 | 10084507260001 | Ladda upp en bild av detta fornminne      |
| Misterhult 727:1  | Stensättning |              | Misterhult, Småland |       | 57.433199, 16.536075 | 10084507270001 | Ladda upp en bild av detta fornminne      |
| Misterhult 730:1  | Stensättning |              | Misterhult, Småland |       | 57.422478, 16.540124 | 10084507300001 | Ladda upp en bild av detta fornminne      |
| Misterhult 731:1  | Stensättning |              | Misterhult, Småland |       | 57.420616, 16.541674 | 10084507310001 | Ladda upp en bild av detta fornminne      |
| Misterhult 732:1  | Stensättning |              | Misterhult, Småland |       | 57.420328, 16.537294 | 10084507320001 | Ladda upp en bild av detta fornminne      |
| Misterhult 732:2  | Stensättning |              | Misterhult, Småland |       | 57.420393, 16.537404 | 10084507320002 | Ladda upp en bild av detta fornminne      |
| Misterhult 732:3  | Stensättning |              | Misterhult, Småland |       | 57.420391, 16.537577 | 10084507320003 | Ladda upp en bild av detta fornminne      |
| Misterhult 737:1  | Stensättning |              | Misterhult, Småland |       | 57.436951, 16.539876 | 10084507370001 | Ladda upp en bild av detta fornminne      |
| Misterhult 737:2  | Stensättning |              | Misterhult, Småland |       | 57.436947, 16.539733 | 10084507370002 | Ladda upp en bild av detta fornminne      |
| Misterhult 737:3  | Stensättning |              | Misterhult, Småland |       | 57.436953, 16.539584 | 10084507370003 | Ladda upp en bild av detta fornminne      |
| Misterhult 737:4  | Stensättning |              | Misterhult, Småland |       | 57.436950, 16.539424 | 10084507370004 | Ladda upp en bild av detta fornminne      |
| Misterhult 738:1  | Stensättning |              | Misterhult, Småland |       | 57.436604, 16.537337 | 10084507380001 | Ladda upp en bild av detta fornminne      |
| Misterhult 739:1  | Stensättning |              | Misterhult, Småland |       | 57.418847, 16.532280 | 10084507390001 | Ladda upp en bild av detta fornminne      |
| Misterhult 739:2  | Stensättning |              | Misterhult, Småland |       | 57.418792, 16.532169 | 10084507390002 | Ladda upp en bild av detta fornminne      |
| Misterhult 742:1  | Stensättning |              | Misterhult, Småland |       | 57.364247, 16.465380 | 10084507420001 | Ladda upp en bild av detta fornminne      |
| Misterhult 747:1  | Stensättning |              | Misterhult, Småland |       | 57.419408, 16.459494 | 10084507470001 | Ladda upp en bild av detta fornminne      |
| Misterhult 747:2  | Stensättning |              | Misterhult, Småland |       | 57.419315, 16.459327 | 10084507470002 | Ladda upp en bild av detta fornminne      |
| Misterhult 748:1  | Stensättning |              | Misterhult, Småland |       | 57.419360, 16.458043 | 10084507480001 | Ladda upp en bild av detta fornminne      |
| Misterhult 749:1  | Stensättning |              | Misterhult, Småland |       | 57.419292, 16.458606 | 10084507490001 | Ladda upp en bild av detta fornminne      |
| Misterhult 749:2  | Stensättning |              | Misterhult, Småland |       | 57.419219, 16.458709 | 10084507490002 | Ladda upp en bild av detta fornminne      |
| Misterhult 749:3  | Stensättning |              | Misterhult, Småland |       | 57.419374, 16.458710 | 10084507490003 | Ladda upp en bild av detta fornminne      |
| Misterhult 750:1  | Stensättning |              | Misterhult, Småland |       | 57.419032, 16.456967 | 10084507500001 | Ladda upp en bild av detta fornminne      |
| Misterhult 752:1  | Stensättning |              | Misterhult, Småland |       | 57.421228, 16.455886 | 10084507520001 | Ladda upp en bild av detta fornminne      |
| Misterhult 753:1  | Stensättning |              | Misterhult, Småland |       | 57.419107, 16.475637 | 10084507530001 | Ladda upp en bild av detta fornminne      |
| Misterhult 758:3  | Stensättning |              | Misterhult, Småland |       | 57.435864, 16.712077 | 10084507580003 | Ladda upp en bild av detta fornminne      |
| Misterhult 766:1  | Stensättning |              | Misterhult, Småland |       | 57.382556, 16.643236 | 10084507660001 | Ladda upp en bild av detta fornminne      |
| Misterhult 767:1  | Stensättning |              | Misterhult, Småland |       | 57.380761, 16.642544 | 10084507670001 | Ladda upp en bild av detta fornminne      |
| Misterhult 771:1  | Stensättning |              | Misterhult, Småland |       | 57.329549, 16.566586 | 10084507710001 | Ladda upp en bild av detta fornminne      |
| Misterhult 778:1  | Stensättning |              | Misterhult, Småland |       | 57.507693, 16.545136 | 10084507780001 | Ladda upp en bild av detta fornminne      |
| Misterhult 781:1  | Stensättning |              | Misterhult, Småland |       | 57.506383, 16.546881 | 10084507810001 | Ladda upp en bild av detta fornminne      |
| Misterhult 781:2  | Stensättning |              | Misterhult, Småland |       | 57.506691, 16.547110 | 10084507810002 | Ladda upp en bild av detta fornminne      |
| Misterhult 782:1  | Stensättning |              | Misterhult, Småland |       | 57.507153, 16.548355 | 10084507820001 | Ladda upp en bild av detta fornminne      |
| Misterhult 783:1  | Stensättning |              | Misterhult, Småland |       | 57.506795, 16.549249 | 10084507830001 | Ladda upp en bild av detta fornminne      |
| Misterhult 785:1  | Stensättning |              | Misterhult, Småland |       | 57.536297, 16.498289 | 10084507850001 | Ladda upp en bild av detta fornminne      |
| Misterhult 790:1  | Stensättning |              | Misterhult, Småland |       | 57.539406, 16.503989 | 10084507900001 | Ladda upp en bild av detta fornminne      |
| Misterhult 796:1  | Stensättning |              | Misterhult, Småland |       | 57.555131, 16.547980 | 10084507960001 | Ladda upp en bild av detta fornminne      |
| Misterhult 799:1  | Stensättning |              | Misterhult, Småland |       | 57.526813, 16.475133 | 10084507990001 | Ladda upp en bild av detta fornminne      |
| Misterhult 801:1  | Stensättning |              | Misterhult, Småland |       | 57.494729, 16.500010 | 10084508010001 | Ladda upp en bild av detta fornminne      |
| Misterhult 802:1  | Stensättning |              | Misterhult, Småland |       | 57.484083, 16.507417 | 10084508020001 | Ladda upp en bild av detta fornminne      |
| Misterhult 805:1  | Stensättning |              | Misterhult, Småland |       | 57.471712, 16.524905 | 10084508050001 | Ladda upp en bild av detta fornminne      |
| Misterhult 809:1  | Stensättning |              | Misterhult, Småland |       | 57.466943, 16.484917 | 10084508090001 | Ladda upp en bild av detta fornminne      |
| Misterhult 810:1  | Stensättning |              | Misterhult, Småland |       | 57.468923, 16.482937 | 10084508100001 | Ladda upp en bild av detta fornminne      |
| Misterhult 813:1  | Stensättning |              | Misterhult, Småland |       | 57.494126, 16.579980 | 10084508130001 | Ladda upp en bild av detta fornminne      |
| Misterhult 815:1  | Stensättning |              | Misterhult, Småland |       | 57.489226, 16.612273 | 10084508150001 | Ladda upp en bild av detta fornminne      |
| Misterhult 817:1  | Stensättning |              | Misterhult, Småland |       | 57.492119, 16.621999 | 10084508170001 | Ladda upp en bild av detta fornminne      |
| Misterhult 818:1  | Stensättning |              | Misterhult, Småland |       | 57.491841, 16.629936 | 10084508180001 | Ladda upp en bild av detta fornminne      |
| Misterhult 818:2  | Stensättning |              | Misterhult, Småland |       | 57.491873, 16.629786 | 10084508180002 | Ladda upp en bild av detta fornminne      |
| Misterhult 818:3  | Stensättning |              | Misterhult, Småland |       | 57.491911, 16.629653 | 10084508180003 | Ladda upp en bild av detta fornminne      |
| Misterhult 818:4  | Stensättning |              | Misterhult, Småland |       | 57.491835, 16.629367 | 10084508180004 | Ladda upp en bild av detta fornminne      |
| Misterhult 819:1  | Stensättning |              | Misterhult, Småland |       | 57.492508, 16.630166 | 10084508190001 | Ladda upp en bild av detta fornminne      |
| Misterhult 820:1  | Stensättning |              | Misterhult, Småland |       | 57.494704, 16.628525 | 10084508200001 | Ladda upp en bild av detta fornminne      |
| Misterhult 821:1  | Stensättning |              | Misterhult, Småland |       | 57.479752, 16.584916 | 10084508210001 | Ladda upp en bild av detta fornminne      |
| Misterhult 822:1  | Stensättning |              | Misterhult, Småland |       | 57.481242, 16.584087 | 10084508220001 | Ladda upp en bild av detta fornminne      |
| Misterhult 825:1  | Stensättning |              | Misterhult, Småland |       | 57.454915, 16.623583 | 10084508250001 | Ladda upp en bild av detta fornminne      |
| Misterhult 825:2  | Stensättning |              | Misterhult, Småland |       | 57.454888, 16.623413 | 10084508250002 | Ladda upp en bild av detta fornminne      |
| Misterhult 827:1  | Stensättning |              | Misterhult, Småland |       | 57.487865, 16.615124 | 10084508270001 | Ladda upp en bild av detta fornminne      |
| Misterhult 827:2  | Stensättning |              | Misterhult, Småland |       | 57.487990, 16.615214 | 10084508270002 | Ladda upp en bild av detta fornminne      |
| Misterhult 827:3  | Stensättning |              | Misterhult, Småland |       | 57.487922, 16.615274 | 10084508270003 | Ladda upp en bild av detta fornminne      |
| Misterhult 830:1  | Stensättning |              | Misterhult, Småland |       | 57.465680, 16.576178 | 10084508300001 | Ladda upp en bild av detta fornminne      |
| Misterhult 831:1  | Stensättning |              | Misterhult, Småland |       | 57.463820, 16.576324 | 10084508310001 | Ladda upp en bild av detta fornminne      |
| Misterhult 832:1  | Stensättning |              | Misterhult, Småland |       | 57.471188, 16.594490 | 10084508320001 | Ladda upp en bild av detta fornminne      |
| Misterhult 834:2  | Stensättning |              | Misterhult, Småland |       | 57.461192, 16.556449 | 10084508340002 | Ladda upp en bild av detta fornminne      |
| Misterhult 836:1  | Stensättning |              | Misterhult, Småland |       | 57.432289, 16.573318 | 10084508360001 | Ladda upp en bild av detta fornminne      |
| Misterhult 837:1  | Stensättning |              | Misterhult, Småland |       | 57.430923, 16.558686 | 10084508370001 | Ladda upp en bild av detta fornminne      |
| Misterhult 839:1  | Stensättning |              | Misterhult, Småland |       | 57.442711, 16.567338 | 10084508390001 | Ladda upp en bild av detta fornminne      |
| Misterhult 839:2  | Stensättning |              | Misterhult, Småland |       | 57.442692, 16.567915 | 10084508390002 | Ladda upp en bild av detta fornminne      |
| Misterhult 840:1  | Stensättning |              | Misterhult, Småland |       | 57.443196, 16.568180 | 10084508400001 | Ladda upp en bild av detta fornminne      |
| Misterhult 843:1  | Stensättning |              | Misterhult, Småland |       | 57.435904, 16.594007 | 10084508430001 | Ladda upp en bild av detta fornminne      |
| Misterhult 844:1  | Stensättning |              | Misterhult, Småland |       | 57.439384, 16.608823 | 10084508440001 | Ladda upp en bild av detta fornminne      |
| Misterhult 845:1  | Stensättning |              | Misterhult, Småland |       | 57.452238, 16.618454 | 10084508450001 | Ladda upp en bild av detta fornminne      |
| Misterhult 847:1  | Stensättning |              | Misterhult, Småland |       | 57.423745, 16.601849 | 10084508470001 | Ladda upp en bild av detta fornminne      |
| Misterhult 849:1  | Stensättning |              | Misterhult, Småland |       | 57.414268, 16.606337 | 10084508490001 | Ladda upp en till bild av detta fornminne |
| Misterhult 854:1  | Stensättning |              | Misterhult, Småland |       | 57.414959, 16.564673 | 10084508540001 | Ladda upp en bild av detta fornminne      |
| Misterhult 854:2  | Stensättning |              | Misterhult, Småland |       | 57.414934, 16.564474 | 10084508540002 | Ladda upp en bild av detta fornminne      |
| Misterhult 855:1  | Stensättning |              | Misterhult, Småland |       | 57.414308, 16.563246 | 10084508550001 | Ladda upp en bild av detta fornminne      |
| Misterhult 855:2  | Stensättning |              | Misterhult, Småland |       | 57.414239, 16.563140 | 10084508550002 | Ladda upp en bild av detta fornminne      |
| Misterhult 855:3  | Stensättning |              | Misterhult, Småland |       | 57.414196, 16.563289 | 10084508550003 | Ladda upp en bild av detta fornminne      |
| Misterhult 856:1  | Stensättning |              | Misterhult, Småland |       | 57.412709, 16.569524 | 10084508560001 | Ladda upp en bild av detta fornminne      |
| Misterhult 857:1  | Stensättning |              | Misterhult, Småland |       | 57.412137, 16.571346 | 10084508570001 | Ladda upp en bild av detta fornminne      |
| Misterhult 858:1  | Stensättning |              | Misterhult, Småland |       | 57.411356, 16.573030 | 10084508580001 | Ladda upp en bild av detta fornminne      |
| Misterhult 859:1  | Stensättning |              | Misterhult, Småland |       | 57.414361, 16.572546 | 10084508590001 | Ladda upp en bild av detta fornminne      |
| Misterhult 860:1  | Stensättning |              | Misterhult, Småland |       | 57.415600, 16.571923 | 10084508600001 | Ladda upp en bild av detta fornminne      |
| Misterhult 860:2  | Stensättning |              | Misterhult, Småland |       | 57.415461, 16.571514 | 10084508600002 | Ladda upp en bild av detta fornminne      |
| Misterhult 862:1  | Stensättning |              | Misterhult, Småland |       | 57.413617, 16.564749 | 10084508620001 | Ladda upp en bild av detta fornminne      |
| Misterhult 863:1  | Stensättning |              | Misterhult, Småland |       | 57.427442, 16.561837 | 10084508630001 | Ladda upp en bild av detta fornminne      |
| Misterhult 864:1  | Stensättning |              | Misterhult, Småland |       | 57.426840, 16.571093 | 10084508640001 | Ladda upp en bild av detta fornminne      |
| Misterhult 865:1  | Stensättning |              | Misterhult, Småland |       | 57.425835, 16.592341 | 10084508650001 | Ladda upp en bild av detta fornminne      |
| Misterhult 867:1  | Stensättning |              | Misterhult, Småland |       | 57.425307, 16.564371 | 10084508670001 | Ladda upp en bild av detta fornminne      |
| Misterhult 868:1  | Stensättning |              | Misterhult, Småland |       | 57.421581, 16.592096 | 10084508680001 | Ladda upp en bild av detta fornminne      |
| Misterhult 868:2  | Stensättning |              | Misterhult, Småland |       | 57.421549, 16.591960 | 10084508680002 | Ladda upp en bild av detta fornminne      |
| Misterhult 873:1  | Stensättning |              | Misterhult, Småland |       | 57.513830, 16.620103 | 10084508730001 | Ladda upp en bild av detta fornminne      |
| Misterhult 876:1  | Stensättning |              | Misterhult, Småland |       | 57.518498, 16.603299 | 10084508760001 | Ladda upp en bild av detta fornminne      |
| Misterhult 876:2  | Stensättning |              | Misterhult, Småland |       | 57.518628, 16.603575 | 10084508760002 | Ladda upp en bild av detta fornminne      |
| Misterhult 878:1  | Stensättning |              | Misterhult, Småland |       | 57.519740, 16.606937 | 10084508780001 | Ladda upp en bild av detta fornminne      |
| Misterhult 880:1  | Stensättning |              | Misterhult, Småland |       | 57.515410, 16.598467 | 10084508800001 | Ladda upp en bild av detta fornminne      |
| Misterhult 884:1  | Stensättning |              | Misterhult, Småland |       | 57.536627, 16.526574 | 10084508840001 | Ladda upp en bild av detta fornminne      |
| Misterhult 893:1  | Stensättning |              | Misterhult, Småland |       | 57.501962, 16.519256 | 10084508930001 | Ladda upp en bild av detta fornminne      |
| Misterhult 893:2  | Stensättning |              | Misterhult, Småland |       | 57.501886, 16.519408 | 10084508930002 | Ladda upp en bild av detta fornminne      |
| Misterhult 893:3  | Stensättning |              | Misterhult, Småland |       | 57.502013, 16.519077 | 10084508930003 | Ladda upp en bild av detta fornminne      |
| Misterhult 894:1  | Stensättning |              | Misterhult, Småland |       | 57.502996, 16.517736 | 10084508940001 | Ladda upp en bild av detta fornminne      |
| Misterhult 895:1  | Stensättning |              | Misterhult, Småland |       | 57.501222, 16.515096 | 10084508950001 | Ladda upp en bild av detta fornminne      |
| Misterhult 895:6  | Stensättning |              | Misterhult, Småland |       | 57.500996, 16.515989 | 10084508950006 | Ladda upp en bild av detta fornminne      |
| Misterhult 898:1  | Stensättning |              | Misterhult, Småland |       | 57.500895, 16.518329 | 10084508980001 | Ladda upp en bild av detta fornminne      |
| Misterhult 898:2  | Stensättning |              | Misterhult, Småland |       | 57.500979, 16.518363 | 10084508980002 | Ladda upp en bild av detta fornminne      |
| Misterhult 898:3  | Stensättning |              | Misterhult, Småland |       | 57.500736, 16.517629 | 10084508980003 | Ladda upp en bild av detta fornminne      |
| Misterhult 900:1  | Stensättning |              | Misterhult, Småland |       | 57.502314, 16.516798 | 10084509000001 | Ladda upp en bild av detta fornminne      |
| Misterhult 900:2  | Stensättning |              | Misterhult, Småland |       | 57.502390, 16.516706 | 10084509000002 | Ladda upp en bild av detta fornminne      |
| Misterhult 901:1  | Stensättning |              | Misterhult, Småland |       | 57.542217, 16.590548 | 10084509010001 | Ladda upp en bild av detta fornminne      |
| Misterhult 903:1  | Stensättning |              | Misterhult, Småland |       | 57.542207, 16.599544 | 10084509030001 | Ladda upp en bild av detta fornminne      |
| Misterhult 903:2  | Stensättning |              | Misterhult, Småland |       | 57.542238, 16.599374 | 10084509030002 | Ladda upp en bild av detta fornminne      |
| Misterhult 915:1  | Stensättning |              | Misterhult, Småland |       | 57.525733, 16.591273 | 10084509150001 | Ladda upp en bild av detta fornminne      |
| Misterhult 917:1  | Stensättning |              | Misterhult, Småland |       | 57.531185, 16.593601 | 10084509170001 | Ladda upp en bild av detta fornminne      |
| Misterhult 932:1  | Stensättning |              | Misterhult, Småland |       | 57.441364, 16.422144 | 10084509320001 | Ladda upp en bild av detta fornminne      |
| Misterhult 936:1  | Stensättning |              | Misterhult, Småland |       | 57.523157, 16.607167 | 10084509360001 | Ladda upp en bild av detta fornminne      |
| Misterhult 939:1  | Stensättning |              | Misterhult, Småland |       | 57.534198, 16.576718 | 10084509390001 | Ladda upp en bild av detta fornminne      |
| Misterhult 939:2  | Stensättning |              | Misterhult, Småland |       | 57.534284, 16.576672 | 10084509390002 | Ladda upp en bild av detta fornminne      |
| Misterhult 939:3  | Stensättning |              | Misterhult, Småland |       | 57.534209, 16.576581 | 10084509390003 | Ladda upp en bild av detta fornminne      |
| Misterhult 940:1  | Stensättning |              | Misterhult, Småland |       | 57.541176, 16.574214 | 10084509400001 | Ladda upp en bild av detta fornminne      |
| Misterhult 940:2  | Stensättning |              | Misterhult, Småland |       | 57.541141, 16.574324 | 10084509400002 | Ladda upp en bild av detta fornminne      |
| Misterhult 940:3  | Stensättning |              | Misterhult, Småland |       | 57.541223, 16.574329 | 10084509400003 | Ladda upp en bild av detta fornminne      |
| Misterhult 941:1  | Stensättning |              | Misterhult, Småland |       | 57.537607, 16.590119 | 10084509410001 | Ladda upp en bild av detta fornminne      |
| Misterhult 943:1  | Stensättning |              | Misterhult, Småland |       | 57.531436, 16.572804 | 10084509430001 | Ladda upp en bild av detta fornminne      |
| Misterhult 944:1  | Stensättning |              | Misterhult, Småland |       | 57.530356, 16.571951 | 10084509440001 | Ladda upp en bild av detta fornminne      |
| Misterhult 946:1  | Stensättning |              | Misterhult, Småland |       | 57.538435, 16.561251 | 10084509460001 | Ladda upp en bild av detta fornminne      |
| Misterhult 957:1  | Stensättning |              | Misterhult, Småland |       | 57.526212, 16.561270 | 10084509570001 | Ladda upp en bild av detta fornminne      |
| Misterhult 964:1  | Stensättning |              | Misterhult, Småland |       | 57.517207, 16.573300 | 10084509640001 | Ladda upp en bild av detta fornminne      |
| Misterhult 966:1  | Stensättning |              | Misterhult, Småland |       | 57.510879, 16.576515 | 10084509660001 | Ladda upp en bild av detta fornminne      |
| Misterhult 967:1  | Stensättning |              | Misterhult, Småland |       | 57.510637, 16.575678 | 10084509670001 | Ladda upp en bild av detta fornminne      |
| Misterhult 967:2  | Stensättning |              | Misterhult, Småland |       | 57.510663, 16.575795 | 10084509670002 | Ladda upp en bild av detta fornminne      |
| Misterhult 970:1  | Stensättning |              | Misterhult, Småland |       | 57.513212, 16.565746 | 10084509700001 | Ladda upp en bild av detta fornminne      |
| Misterhult 971:1  | Stensättning |              | Misterhult, Småland |       | 57.508292, 16.562908 | 10084509710001 | Ladda upp en bild av detta fornminne      |
| Misterhult 973:1  | Stensättning |              | Misterhult, Småland |       | 57.507898, 16.559666 | 10084509730001 | Ladda upp en bild av detta fornminne      |
| Misterhult 974:1  | Stensättning |              | Misterhult, Småland |       | 57.508223, 16.557877 | 10084509740001 | Ladda upp en bild av detta fornminne      |
| Misterhult 974:2  | Stensättning |              | Misterhult, Småland |       | 57.508211, 16.558050 | 10084509740002 | Ladda upp en bild av detta fornminne      |
| Misterhult 976:1  | Stensättning |              | Misterhult, Småland |       | 57.498888, 16.556348 | 10084509760001 | Ladda upp en bild av detta fornminne      |
| Misterhult 976:2  | Stensättning |              | Misterhult, Småland |       | 57.498995, 16.556523 | 10084509760002 | Ladda upp en bild av detta fornminne      |
| Misterhult 976:3  | Stensättning |              | Misterhult, Småland |       | 57.499086, 16.556521 | 10084509760003 | Ladda upp en bild av detta fornminne      |
| Misterhult 977:1  | Stensättning |              | Misterhult, Småland |       | 57.498257, 16.582653 | 10084509770001 | Ladda upp en bild av detta fornminne      |
| Misterhult 978:1  | Stensättning |              | Misterhult, Småland |       | 57.501442, 16.594373 | 10084509780001 | Ladda upp en bild av detta fornminne      |
| Misterhult 979:1  | Stensättning |              | Misterhult, Småland |       | 57.503187, 16.595874 | 10084509790001 | Ladda upp en bild av detta fornminne      |
| Misterhult 979:2  | Stensättning |              | Misterhult, Småland |       | 57.503045, 16.595834 | 10084509790002 | Ladda upp en bild av detta fornminne      |
| Misterhult 981:1  | Stensättning |              | Misterhult, Småland |       | 57.513711, 16.588357 | 10084509810001 | Ladda upp en bild av detta fornminne      |
| Misterhult 981:2  | Stensättning |              | Misterhult, Småland |       | 57.513745, 16.588248 | 10084509810002 | Ladda upp en bild av detta fornminne      |
| Misterhult 982:1  | Stensättning |              | Misterhult, Småland |       | 57.512581, 16.588137 | 10084509820001 | Ladda upp en bild av detta fornminne      |
| Misterhult 987:2  | Stensättning |              | Misterhult, Småland |       | 57.504237, 16.598323 | 10084509870002 | Ladda upp en bild av detta fornminne      |
| Misterhult 989:1  | Stensättning |              | Misterhult, Småland |       | 57.516702, 16.616520 | 10084509890001 | Ladda upp en bild av detta fornminne      |
| Misterhult 990:1  | Stensättning |              | Misterhult, Småland |       | 57.517134, 16.600197 | 10084509900001 | Ladda upp en bild av detta fornminne      |
| Misterhult 990:2  | Stensättning |              | Misterhult, Småland |       | 57.517200, 16.600315 | 10084509900002 | Ladda upp en bild av detta fornminne      |
| Misterhult 992:1  | Stensättning |              | Misterhult, Småland |       | 57.511456, 16.625893 | 10084509920001 | Ladda upp en bild av detta fornminne      |
| Misterhult 993:1  | Stensättning |              | Misterhult, Småland |       | 57.511589, 16.621564 | 10084509930001 | Ladda upp en bild av detta fornminne      |
| Misterhult 994:1  | Stensättning |              | Misterhult, Småland |       | 57.511823, 16.617570 | 10084509940001 | Ladda upp en bild av detta fornminne      |
| Misterhult 997:1  | Stensättning |              | Misterhult, Småland |       | 57.498952, 16.608964 | 10084509970001 | Ladda upp en bild av detta fornminne      |
| Misterhult 999:1  | Stensättning |              | Misterhult, Småland |       | 57.515757, 16.632161 | 10084509990001 | Ladda upp en bild av detta fornminne      |
| Misterhult 999:2  | Stensättning |              | Misterhult, Småland |       | 57.515645, 16.632079 | 10084509990002 | Ladda upp en bild av detta fornminne      |
| Misterhult 1029:1 | Stensättning |              | Misterhult, Småland |       | 57.529537, 16.699751 | 10084510290001 | Ladda upp en bild av detta fornminne      |
| Misterhult 1029:2 | Stensättning |              | Misterhult, Småland |       | 57.529444, 16.699935 | 10084510290002 | Ladda upp en bild av detta fornminne      |
| Misterhult 1060:1 | Stensättning |              | Misterhult, Småland |       | 57.520236, 16.666844 | 10084510600001 | Ladda upp en bild av detta fornminne      |
| Misterhult 1062:1 | Stensättning |              | Misterhult, Småland |       | 57.523085, 16.665831 | 10084510620001 | Ladda upp en bild av detta fornminne      |
| Misterhult 1062:2 | Stensättning |              | Misterhult, Småland |       | 57.523080, 16.665991 | 10084510620002 | Ladda upp en bild av detta fornminne      |
| Misterhult 1064:1 | Stensättning |              | Misterhult, Småland |       | 57.510052, 16.684297 | 10084510640001 | Ladda upp en bild av detta fornminne      |
| Misterhult 1070:1 | Stensättning |              | Misterhult, Småland |       | 57.521138, 16.685840 | 10084510700001 | Ladda upp en bild av detta fornminne      |
| Misterhult 1123:1 | Stensättning |              | Misterhult, Småland |       | 57.525204, 16.474038 | 10084511230001 | Ladda upp en bild av detta fornminne      |
| Misterhult 1130:1 | Stensättning |              | Misterhult, Småland |       | 57.561714, 16.537666 | 10084511300001 | Ladda upp en bild av detta fornminne      |
| Misterhult 1136:1 | Stensättning |              | Misterhult, Småland |       | 57.562167, 16.506175 | 10084511360001 | Ladda upp en bild av detta fornminne      |
| Misterhult 1137:1 | Stensättning |              | Misterhult, Småland |       | 57.563820, 16.505084 | 10084511370001 | Ladda upp en bild av detta fornminne      |
| Misterhult 1144:1 | Stensättning |              | Misterhult, Småland |       | 57.555599, 16.500844 | 10084511440001 | Ladda upp en bild av detta fornminne      |
| Misterhult 1145:1 | Stensättning |              | Misterhult, Småland |       | 57.554231, 16.497268 | 10084511450001 | Ladda upp en bild av detta fornminne      |
| Misterhult 1145:2 | Stensättning |              | Misterhult, Småland |       | 57.554307, 16.497155 | 10084511450002 | Ladda upp en bild av detta fornminne      |
| Misterhult 1146:1 | Stensättning |              | Misterhult, Småland |       | 57.551534, 16.503894 | 10084511460001 | Ladda upp en bild av detta fornminne      |
| Misterhult 1147:1 | Stensättning |              | Misterhult, Småland |       | 57.550965, 16.506541 | 10084511470001 | Ladda upp en bild av detta fornminne      |
| Misterhult 1149:1 | Stensättning |              | Misterhult, Småland |       | 57.548959, 16.501121 | 10084511490001 | Ladda upp en bild av detta fornminne      |
| Misterhult 1150:1 | Stensättning |              | Misterhult, Småland |       | 57.554064, 16.491126 | 10084511500001 | Ladda upp en bild av detta fornminne      |
| Misterhult 1155:1 | Stensättning |              | Misterhult, Småland |       | 57.343671, 16.482862 | 10084511550001 | Ladda upp en bild av detta fornminne      |
| Misterhult 1155:2 | Stensättning |              | Misterhult, Småland |       | 57.343631, 16.483031 | 10084511550002 | Ladda upp en bild av detta fornminne      |
| Misterhult 1175:1 | Stensättning |              | Misterhult, Småland |       | 57.359842, 16.528765 | 10084511750001 | Ladda upp en bild av detta fornminne      |
| Misterhult 1176:1 | Stensättning |              | Misterhult, Småland |       | 57.349896, 16.541769 | 10084511760001 | Ladda upp en bild av detta fornminne      |
| Misterhult 1178:1 | Stensättning |              | Misterhult, Småland |       | 57.363105, 16.464678 | 10084511780001 | Ladda upp en bild av detta fornminne      |
| Misterhult 1178:2 | Stensättning |              | Misterhult, Småland |       | 57.363018, 16.465031 | 10084511780002 | Ladda upp en bild av detta fornminne      |
| Misterhult 1178:3 | Stensättning |              | Misterhult, Småland |       | 57.363120, 16.464976 | 10084511780003 | Ladda upp en bild av detta fornminne      |
| Misterhult 1211:1 | Stensättning |              | Misterhult, Småland |       | 57.392744, 16.560822 | 10084512110001 | Ladda upp en bild av detta fornminne      |
| Misterhult 1215:1 | Stensättning |              | Misterhult, Småland |       | 57.569148, 16.531310 | 10084512150001 | Ladda upp en bild av detta fornminne      |
| Misterhult 1229:1 | Stensättning |              | Misterhult, Småland |       | 57.569031, 16.526085 | 10084512290001 | Ladda upp en bild av detta fornminne      |
| Misterhult 1233:1 | Stensättning |              | Misterhult, Småland |       | 57.570885, 16.524506 | 10084512330001 | Ladda upp en bild av detta fornminne      |
| Misterhult 1240:1 | Stensättning |              | Misterhult, Småland |       | 57.406442, 16.622580 | 10084512400001 | Ladda upp en bild av detta fornminne      |
| Misterhult 1242:1 | Stensättning |              | Misterhult, Småland |       | 57.398483, 16.618229 | 10084512420001 | Ladda upp en bild av detta fornminne      |
| Misterhult 1245:1 | Stensättning |              | Misterhult, Småland |       | 57.393378, 16.633992 | 10084512450001 | Ladda upp en bild av detta fornminne      |
| Misterhult 1251:1 | Stensättning |              | Misterhult, Småland |       | 57.548108, 16.483893 | 10084512510001 | Ladda upp en bild av detta fornminne      |
| Misterhult 1252:1 | Stensättning |              | Misterhult, Småland |       | 57.543946, 16.492711 | 10084512520001 | Ladda upp en bild av detta fornminne      |
| Misterhult 1259:1 | Stensättning |              | Misterhult, Småland |       | 57.574526, 16.528422 | 10084512590001 | Ladda upp en bild av detta fornminne      |
| Misterhult 1261:1 | Stensättning |              | Misterhult, Småland |       | 57.514733, 16.449194 | 10084512610001 | Ladda upp en bild av detta fornminne      |
| Misterhult 1268:1 | Stensättning |              | Misterhult, Småland |       | 57.504514, 16.462554 | 10084512680001 | Ladda upp en bild av detta fornminne      |
| Misterhult 1419:1 | Stensättning |              | Misterhult, Småland |       | 57.472084, 16.434643 | 10084514190001 | Ladda upp en bild av detta fornminne      |
| Misterhult 1423:1 | Stensättning |              | Misterhult, Småland |       | 57.486523, 16.427052 | 10084514230001 | Ladda upp en bild av detta fornminne      |
| Misterhult 1437:1 | Stensättning |              | Misterhult, Småland |       | 57.485437, 16.392890 | 10084514370001 | Ladda upp en bild av detta fornminne      |
| Misterhult 1449:1 | Stensättning |              | Misterhult, Småland |       | 57.557075, 16.642043 | 10084514490001 | Ladda upp en bild av detta fornminne      |
| Misterhult 1450:1 | Stensättning |              | Misterhult, Småland |       | 57.562220, 16.512424 | 10084514500001 | Ladda upp en bild av detta fornminne      |
| Misterhult 1460:2 | Stensättning |              | Misterhult, Småland |       | 57.413323, 16.628161 | 10084514600002 | Ladda upp en bild av detta fornminne      |
| Misterhult 1461:1 | Stensättning |              | Misterhult, Småland |       | 57.459694, 16.471589 | 10084514610001 | Ladda upp en bild av detta fornminne      |
| Misterhult 1472:1 | Stensättning |              | Misterhult, Småland |       | 57.445972, 16.460331 | 10084514720001 | Ladda upp en bild av detta fornminne      |
| Misterhult 1543:2 | Stensättning |              | Misterhult, Småland |       | 57.436517, 16.541859 | 10084515430002 | Ladda upp en bild av detta fornminne      |
| Misterhult 1543:3 | Stensättning |              | Misterhult, Småland |       | 57.436568, 16.541764 | 10084515430003 | Ladda upp en bild av detta fornminne      |
| Misterhult 1543:5 | Stensättning |              | Misterhult, Småland |       | 57.436804, 16.541355 | 10084515430005 | Ladda upp en bild av detta fornminne      |
| Misterhult 1543:6 | Stensättning |              | Misterhult, Småland |       | 57.436502, 16.541341 | 10084515430006 | Ladda upp en bild av detta fornminne      |
| Misterhult 1552:1 | Stensättning |              | Misterhult, Småland |       | 57.381157, 16.616115 | 10084515520001 | Ladda upp en bild av detta fornminne      |
| Misterhult 1552:2 | Stensättning |              | Misterhult, Småland |       | 57.381166, 16.616284 | 10084515520002 | Ladda upp en bild av detta fornminne      |
| Misterhult 1554:1 | Stensättning |              | Misterhult, Småland |       | 57.365060, 16.617929 | 10084515540001 | Ladda upp en bild av detta fornminne      |
| Misterhult 1558:1 | Stensättning |              | Misterhult, Småland |       | 57.423646, 16.674664 | 10084515580001 | Ladda upp en bild av detta fornminne      |
| Misterhult 1559:1 | Stensättning |              | Misterhult, Småland |       | 57.430494, 16.695576 | 10084515590001 | Ladda upp en bild av detta fornminne      |
| Misterhult 1560:1 | Stensättning |              | Misterhult, Småland |       | 57.431787, 16.692619 | 10084515600001 | Ladda upp en bild av detta fornminne      |
| Misterhult 1563:1 | Stensättning |              | Misterhult, Småland |       | 57.441860, 16.717583 | 10084515630001 | Ladda upp en bild av detta fornminne      |
| Misterhult 1564:1 | Stensättning |              | Misterhult, Småland |       | 57.441176, 16.718827 | 10084515640001 | Ladda upp en bild av detta fornminne      |
| Misterhult 1568:1 | Stensättning |              | Misterhult, Småland |       | 57.447074, 16.697918 | 10084515680001 | Ladda upp en bild av detta fornminne      |
| Misterhult 1570:1 | Stensättning |              | Misterhult, Småland |       | 57.448975, 16.706640 | 10084515700001 | Ladda upp en bild av detta fornminne      |
| Misterhult 1587:2 | Stensättning |              | Misterhult, Småland |       | 57.420545, 16.542828 | 10084515870002 | Ladda upp en bild av detta fornminne      |
| Misterhult 1642:1 | Stensättning |              | Misterhult, Småland |       | 57.417567, 16.598322 | 10084516420001 | Ladda upp en bild av detta fornminne      |
| Misterhult 1643:1 | Stensättning |              | Misterhult, Småland |       | 57.418376, 16.595188 | 10084516430001 | Ladda upp en bild av detta fornminne      |
| Misterhult 1643:2 | Stensättning |              | Misterhult, Småland |       | 57.418462, 16.595176 | 10084516430002 | Ladda upp en bild av detta fornminne      |
| Misterhult 1643:3 | Stensättning |              | Misterhult, Småland |       | 57.418519, 16.595302 | 10084516430003 | Ladda upp en bild av detta fornminne      |
| Misterhult 1646:1 | Stensättning |              | Misterhult, Småland |       | 57.464500, 16.569250 | 10084516460001 | Ladda upp en bild av detta fornminne      |
| Misterhult 1687:1 | Stensättning |              | Misterhult, Småland |       | 57.589059, 16.749820 | 10084516870001 | Ladda upp en bild av detta fornminne      |
| Misterhult 1688:2 | Stensättning |              | Misterhult, Småland |       | 57.381987, 16.584114 | 10084516880002 | Ladda upp en bild av detta fornminne      |
| Misterhult 1689:1 | Stensättning |              | Misterhult, Småland |       | 57.348763, 16.500098 | 10084516890001 | Ladda upp en bild av detta fornminne      |
| Misterhult 1689:2 | Stensättning |              | Misterhult, Småland |       | 57.348861, 16.500024 | 10084516890002 | Ladda upp en bild av detta fornminne      |
| Misterhult 1691:1 | Stensättning |              | Misterhult, Småland |       | 57.403986, 16.532874 | 10084516910001 | Ladda upp en bild av detta fornminne      |
| Misterhult 1698:1 | Stensättning |              | Misterhult, Småland |       | 57.448033, 16.698304 | 10084516980001 | Ladda upp en bild av detta fornminne      |
| Misterhult 1740   | Stensättning |              | Misterhult, Småland |       | 57.377680, 16.482870 | 12000000021981 | Ladda upp en bild av detta fornminne      |
| Misterhult 1744   | Stensättning |              | Misterhult, Småland |       | 57.378187, 16.483785 | 12000000021989 | Ladda upp en bild av detta fornminne      |
| Misterhult 1748   | Stensättning |              | Misterhult, Småland |       | 57.516449, 16.543838 | 12000000055119 | Ladda upp en bild av detta fornminne      |
| Misterhult 1939   | Stensättning |              | Misterhult, Småland |       | 57.565547, 16.554050 | 12000000078142 | Ladda upp en bild av detta fornminne      |
| Misterhult 2000   | Stensättning |              | Misterhult, Småland |       | 57.519917, 16.554583 | 12000000131562 | Ladda upp en bild av detta fornminne      |
| Misterhult 2005   | Stensättning |              | Misterhult, Småland |       | 57.552366, 16.498539 | 12000000131572 | Ladda upp en bild av detta fornminne      |
| Misterhult 2006   | Stensättning |              | Misterhult, Småland |       | 57.519649, 16.554851 | 12000000131575 | Ladda upp en bild av detta fornminne      |